# Oekoven

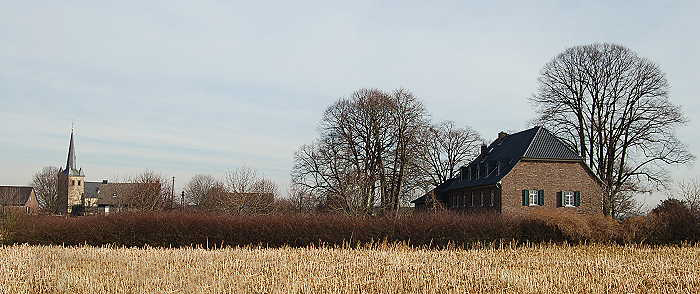
Ansicht von Oekoven mit der St. Briktiuskirche und dem Gereonshof

Oekoven ist ein Ortsteil der Gemeinde Rommerskirchen im Rhein-Kreis Neuss des Bundeslandes Nordrhein-Westfalen. Die beschauliche Ortschaft hat ca. 800 Einwohner. Den Mittelpunkt bildet die romanische Pfeilerbasilika St. Briktius, die um 1200 erbaut wurde.
Der Ort liegt an der alten Römerstraße Trier–Neuss.
Das Dorf gliedert sich in den alten Ortskern (mit der Kirche St. Briktius), den Dorfanger (ein um 1990 errichtetes Neubaugebiet), das „Stoppelend“ sowie den alten Bahnhof, an dem sich auch das Tierheim und das Feldbahnmuseum der Gillbachbahn befinden. Auch die Rommerskirchener Ortsteile Deelen und Ueckinghoven, die sich nahtlos an Oekoven anknüpfen, gehören insgeheim zu Oekoven, denn nicht nur das Schützenfest, sondern auch alle anderen Ortsgeschehnisse binden alle drei Dörfer ein.

## Geschichte

### 1080 bis 1226

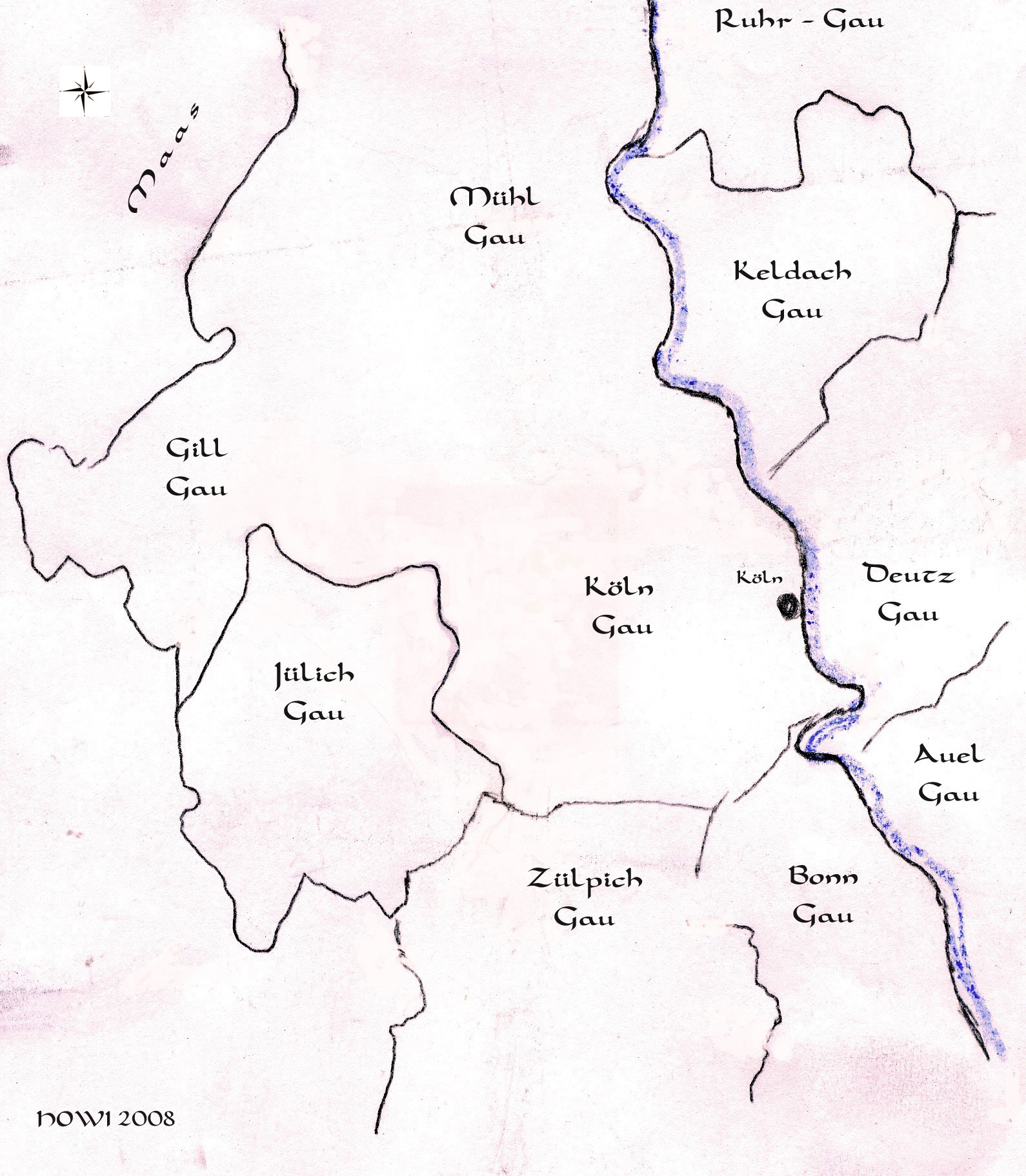
Die fränkische Gaueinteilung. Ursprünglich Kölngau genannt, setzt sich für unsere Region der Name Gillgau durch.

Mit Datum vom 22. März 1080 schenkt Sigewin, Erzbischof von Köln, dem Stift Sankt Gereon allen Rottzehnten für vorgenommene oder künftig vorzunehmende Rodungen auf allen irgendwo liegenden Gütern.
Sigewin war ehemaliger Domdechant des Stifts Sankt Gereon. Auf Bitten des Propstes Hartwich (Propst 1080 bis ca. 1092) schenkte Erzbischof Sigewin mit gleichem Datum der Kirche Sankt Gereon die Diakonie im Gilgau (Gilegowe). Zugleich sollte der jeweilige Propst auch Dechant des genannten Gaus sein. Ueckinghoven wird 1155 gemeinsam mit Sinsteden, Frixheim und Anstel in einer Urkunde erwähnt. In dieser stellt Papst Hadrian IV die Besitzungen der Abtei Knechtsteden unter seinen Schutz. Oekoven wird 1180 erstmals als Hudenchoven erwähnt.
In einer umfangreichen Aufstellung der von den verschiedenen Höfen der Kirche Sankt Gereon zu liefernden Naturalien werden unter anderem „Morstorp“ (= Mailsdorp), Ukenchoven (= Ueckinghoven) und Hudenchoven (= Oekoven) aufgeführt.
Um 1090 wird ein Henricus von Mailsdorp als Kanoniker des Stiftes Maria im Kapitol zu Köln genannt. Nach dem Ausscheiden der Stadt Köln aus dem alten fränkischen Kölngau, welcher ein eigenes Dekanat, genannt Buredekanat, bildete, ging die Diakonie des Gilgaus 1194 in dem neuen Dekanat Bergheim auf. In der Auflistung der dazugehörigen Orte wird auch „Oeckhoven“ aufgeführt. Das zu Oekoven gehörende Ikoven kommt unter dem Namen „Hidenkoven“ 1199 und 1297 als Idinchoven vor, wo Gerhard von Xanten einer von ihm im neuen Teil des Domes gestifteten Vicarie Gefälle in Idinchoven anweist. Im Juni 1209 werden Bürgerstunden (?) während des Hofgerichts in Oekoven (Odinghoven) durch Arnoldo, Vorsteher der Kirche Sankt Gereon abgehalten. Siehe Annalen des Historischen Vereins für den Niederrhein (1901). Am 19. August 1223 bestätigte Papst Honorius die (einzeln aufgezählten) Besitzungen – Kirchen und Güter – sowie die Privilegien der Kirche Sankt Gereon und nimmt die Kirche und ihre Kanoniker in seinen besonderen Schutz. Darunter „curtes et ecclesias quas habetis….Udinchoven…“. Unter der laufenden Nummer 11. wird Hof und Kirche in Oekoven genannt.

### 1226 bis 1232

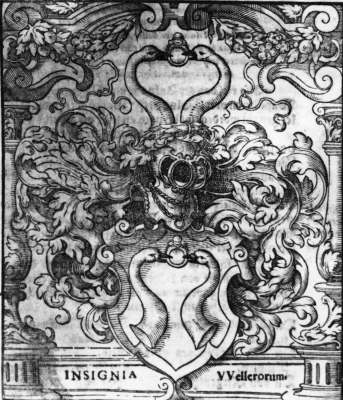
Das Wappen der Familie von Mailsdorp zeigt zwei Schwäne, die sich anschauen und deren Schnäbel einen Ring halten.

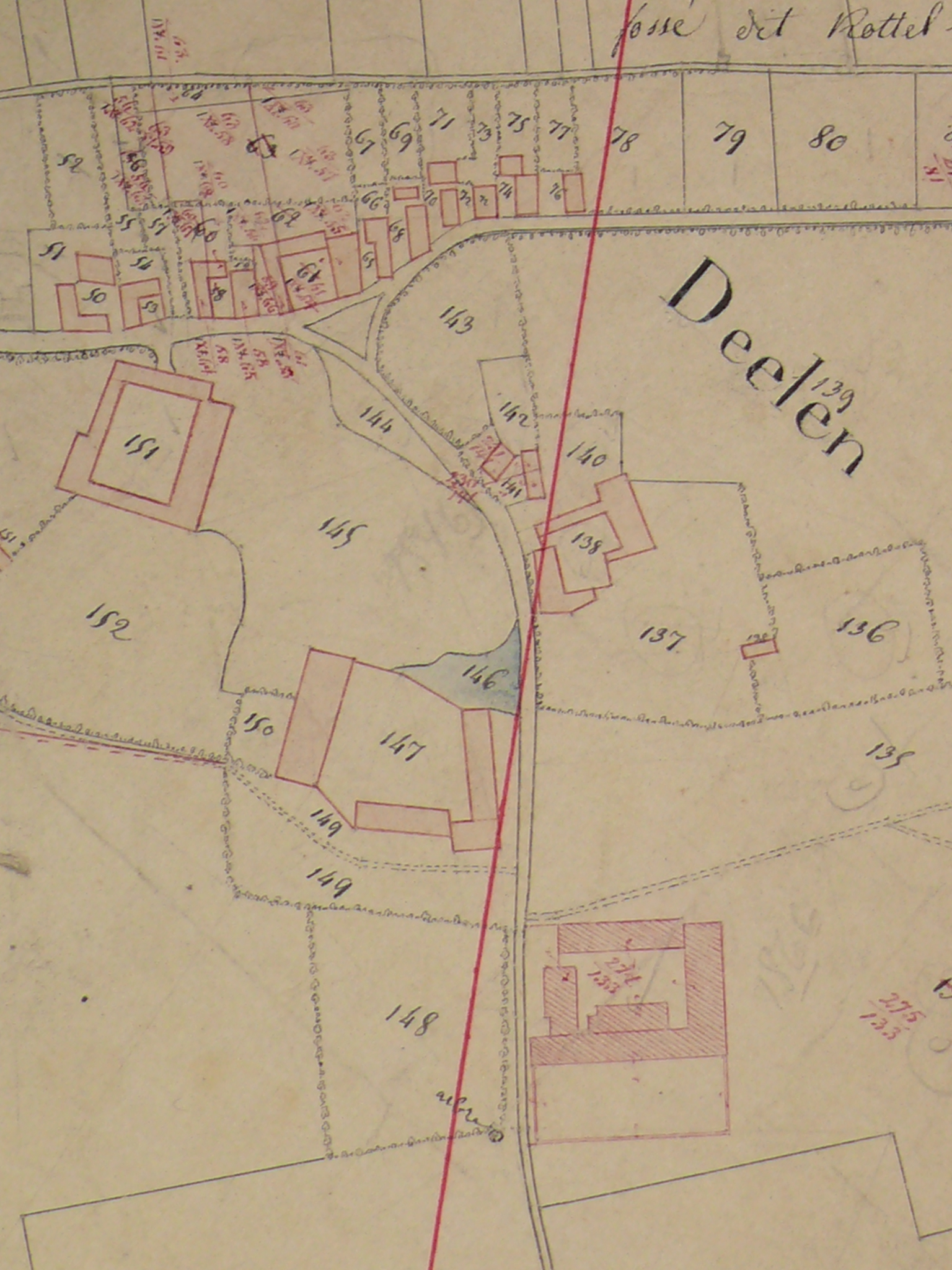
Eine Katasterkarte aus dem Jahr 1867 zeigt die drei aus Mailsdorp hervorgegangenen Höfe: Flockenhof (Nr. 151), Gens- (Nr. 147) und Damegenshof (östlich Nr. 148)

Von 1226 bis 1232 war Gottfried (Godefried) von Mailstorp Abt von Brauweiler.
Für die Amtszeit gibt es widersprüchliche Angaben zur Amtszeit -nicht jedoch zum Sachverhalt als solchen. Das Amt des rheinischen Pfalzgrafen, dem die Verwaltung der Aachener Kaiserpfalz und des niederrheinischen Reichsgutes oblag, wurde zuerst durch das Geschlecht der Ezzonen ausgeübt. Die Ezzonen waren im Raum westlich Kölns begütert; Brauweiler war das Hauskloster der Ezzonen. Vor der Konkurrenz der Kölner Erzbischöfe wichen die Pfalzgrafen immer weiter nach Süden bis zur heutigen Pfalz zurück. Der von ihnen verwaltete Reichsbesitz am Niederrhein kam als Lehen an die Grafen von Jülich. In einer Schutzurkunde Friedrichs für Knechtsteden aus dem Jahr 1232 ist von Uckeinchoven (Ueckinghoven) die Rede. Zwei Jahre später, 1234, bestätigt Papst Gregor IX. dem Kloster Knechtsteden erneut dessen Besitzungen und führt dabei u. a. den Vronover Hof auf. Hermann von Vronhoven wird dabei namentlich erwähnt. Am 2. Oktober 1235 bekunden Propst Arnold von Born, Dechant Hermann und das ganze Kapitel von Sankt Gereon, dass sie zur Abstellung von Missständen eine Kommission gewählt haben, bestehend aus dem Propst Arnold, dem Dechant Hermann, den Kanonikern Mag. Symon Hartliv von Sankt Gereon und anderen. Diese Kommission soll über die mit den einzelnen Dignitäten verbundenen Kirchen, über die Besetzung der einzelnen Ämter und über die Pflichten und Einkünfte, welche mit den verschiedenen Ämtern verbunden werden sollen, entscheiden. Dabei wird auch die „ecclesie Udenhoven“ (Oekoven) aufgeführt. Ritter Egbert von Frixheim verkauft 1242 dem Kunibert-Stift zu Köln 21 Morgen Land in der Pfarre Oekoven mit einem zugehörigen Grundstück in Malsdorf (Mailsdorp).

### 1246 bis 1279

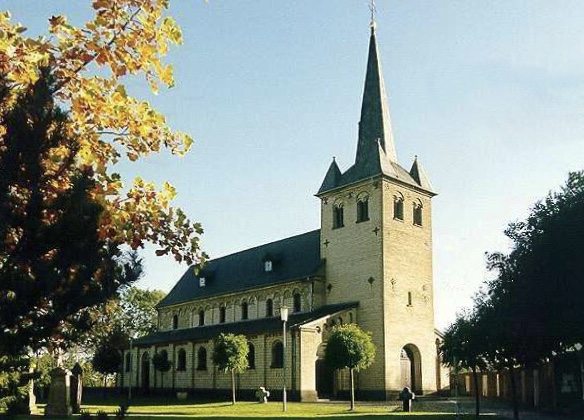
Die Kirche Sankt Briktius in Oekoven ist aller Wahrscheinlichkeit um 1200 als Hofkirche des Gereonshofs, später Oekovener Hof, erbaut worden.

Im September 1246 „[thun] die drei Kanoniker von St. Gereon […] kund, dass sie einen Brief erhalten haben von dem Erzbischof Conrad von Hochstaden, wonach dieser die zwischen dem Propst und dem Capitel entstandenen Streitfrage, wie weit der Propst wegen der seiner Stelle im j. 1235 incorporierten Pfarreien die Einkünfte des Capitels zu ergänzen habe, gerichtlich zu entscheiden verheisst, zugleich aber befiehlt, dass jene Pfarreien in Zukunft nicht mehr durch Vikare, sondern den kirchlichen Bestimmungen gemäß durch Pfarrer zu versehen seien, und die Kirche St. Gereon denselben demnach die nötigen Einkünfte anweisen solle.Denselben Befehl erlassen die betreffenden Archidiakonen für die einzelnen Kirchen und zwar: der Dompropst Heinrich von Vianden für Heppendorf, Oeckhoven, Giesenkirchen und Spiel.“
Dies bedeutet im Umkehrschluss, dass es zu dieser Zeit bereits eine Pfarre Oekoven gegeben haben muss – auch wenn sie bis dato durch einen Vikar besetzt war. Die Vikarstelle wird in eine Pastorenstelle umgewandelt und die Einkünfte festgelegt. Dabei werden Einnahmen aus „Udinchoven, Eirode, Vrankenhoven und Ukinchoven“ beschrieben. „Die Kommission bestand aus dem Scholaster Heribert, aus Gottfried von Epenrode und dem Magister Johannes. Die Kommission setzte für Heppenheim, Monheim, Viersen, Rheinkassel, Spiel, Oeckkoven und Giesenkirchen die Einnahmen fest, indem sie eine Teilung der Einnahmen zwischen dem Pfarrer und dem Stift vornahm. Diese Regelung ging dahin, dem Pfarrer das eigentliche Kirchenland, ….mit etwaigen Einnahmen von Hausmieten und Pächten, dann die Opfergaben der Gläubigen, die Gaben für die heilige Messe und die Einkünfte beim Sendgericht zuzuweisen. Dazu kamen besondere Legate und allgemeine Abgaben. Dagegen wurde der Zehnt durchweg mit kleineren Absplitterungen mit den Gutshöfen und auf diese Weise mit dem Stift verbunden.“

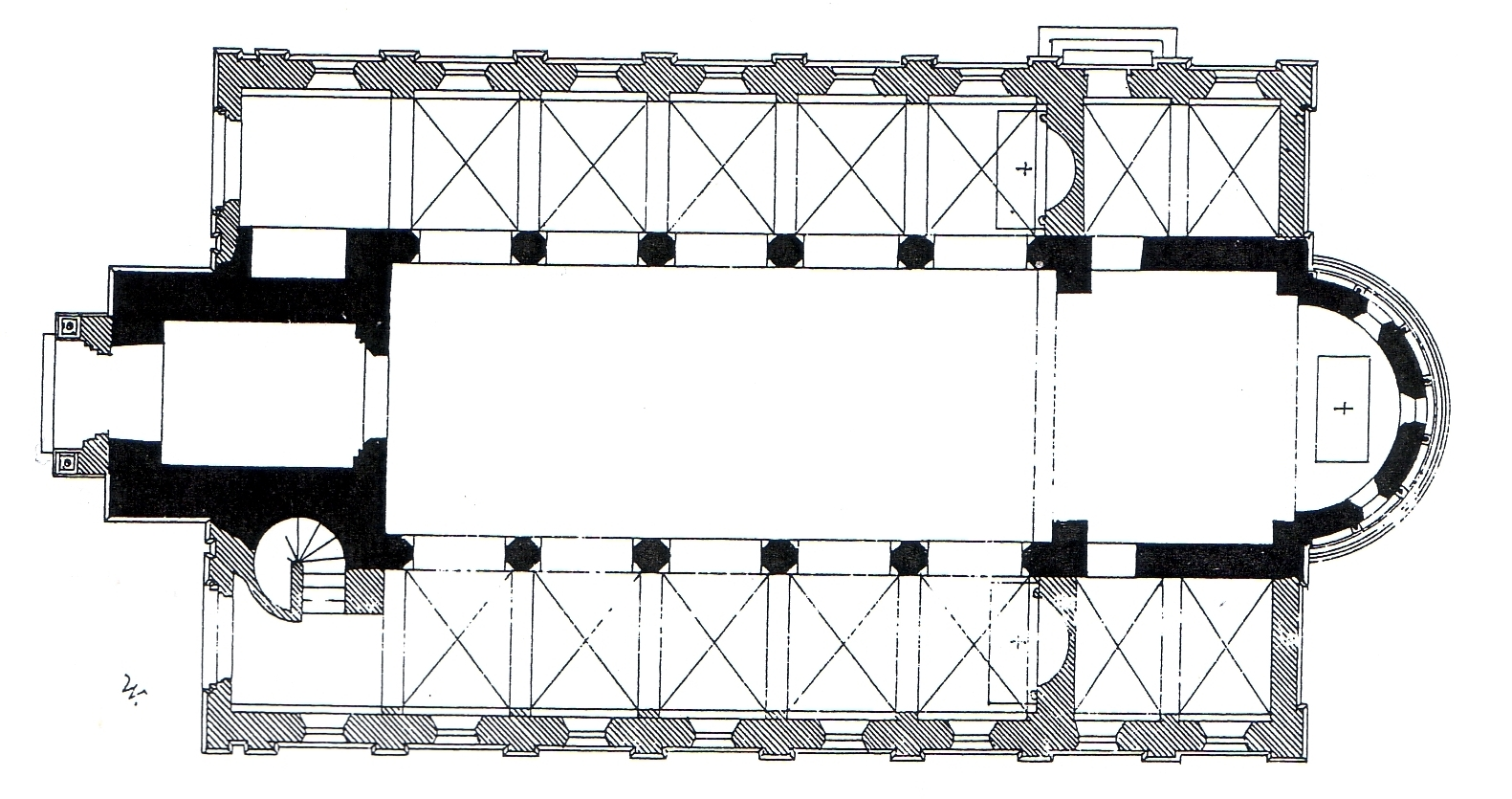
Grundriss der Kirche Sankt Briktius. Apsis, Mittelschiff und Turm ruhen auf den ursprünglichen Fundamenten. Bei Sanierungsarbeiten im 20. Jahrhundert wurde festgestellt, dass die Kirche keinen Vorgängerbau hatte.

Im Juni 1249 stellt der Propst Arnold von St. Gereon fest, dass der Ritter Friedrich von Anstel gewisse Güter und Zehnten von ihm als Lehen erhalten habe, von welchen er jährlich Zins an die Kirche von Sankt Gereon zu zahlen habe, aber schlecht zahle. Daher überweist der Propst das Recht den Zehnten zu erheben (und ihn dafür zu bezahlen) dem Hofe zu Oekoven zu. Im Juni 1250 werden im Testament des Propstes Arnold von Sankt Gereon Einkünfte beschrieben und verteilt. Darunter Ackerflächen „in Udenchoven, iacentibus in Sinstede.“
Des Weiteren ist die Rede von einem „Hermanno milite de Molsdorp' que dictus Hermannu“. Ca. 1250 ist ein Heinrich Mailsdorp' Canonicus im Kapitol zu Köln. Am 22. Juni 1251 bekunden der Prior Liphard und der ganze Convent von Mechtern, dass sie an die Herrn von Sankt Gereon eine Hufe Land bei Morsdorf (Mailsdorp) verkauft und für das erhaltene Geld sich einen Zehnten in Alstätten gekauft haben. Im September 1262 bekundet Robelo von Sinsteden, dass er den Zehnten von 60 Morgen Ackerland zu Oekoven, den er von Werner, Propst von St. Gereon zu Lehen hatte, mit dessen Bewilligung „den 7 Priestern“ von St. Gereon und dem Hospitalpriester derselben Kirche für 18 Kölnische Mark verkauft hat.
Im Jahre gehört 1273 „Barenstede“ (Barrenstein) genannt kirchlich zur Pfarre Oekoven. Am 17. Februar 1279 genehmigt Erzbischof Sifrid den von Konrad von Hackenbroich gemachten Übertrag der Gerichtsbarkeit über die drei Höfe – Fronhof, das heutige Vronover, Dieprinkhof und Pilkenbusch – an die Abtei Knechtsteden „Acta sunt apud curtem Vronhoven“.

### 1282 bis 1287
Die Pfarre Oekoven wird 1282 erneut erwähnt. Zudem werden Rabelo, genannt Gabbart von Ueckinghoven und sein Bruder Heinrich, genannt. Erst im Jahr 1283 können die lang anhaltenden Auseinandersetzungen im Stift Sankt Gereon über die Verteilung der Pfründe und die Separierung von Propst- und Kapitelmensa beigelegt werden.
Ein Vergleich führt zum Patronatsrecht des Propstes des Gereonstiftes. Der Propst erhielt auch alle Einkünfte aus der Pfarrei, abzüglich des Einkommens des Pfarrers. Über die inkorporierten Kirchen Rheinkassel, Oeckhoven, Giesenkirchen, Viersen und Spiel behielt er nur das „nudum et purum ius patronatus“, also nur das Vorschlagsrecht bei der Besetzung der Pfarrei, nicht aber die Übertragung der „cura animarum“. Selbstverständlich blieben ihm inkorporierten Einnahmen, wie früher dargestellt. Heinrich Graf von Kessel, genannt „de Bruche“ bekundet am 5. März 1285, dass Hermann von Vennincheym und die 3 Töchter, welche zu seinem Gerichtsbezirk Alderode (Allrath) und seinem dortigen Hofgenossen gehören, den 7 Priestervikaren von Sankt Gereon und dem Pleban von Sankt Christoph für 15 Kölnische Mark 20 Morgen Ackerland verkauft haben. Das Land ist frei von jeder Steuer und von der Verpflichtung zu „ringe vel dinge“; nur der Kirche Sankt Cecilia zu Köln, ist ein Jahreszins von 20 Denaren von demselben zu entrichten. Zwölf jener Morgen liegen zusammen zu beiden Seiten des Weges von Alderode nach Hoystaden, 7 liegen bei Alderode in der Herrschaft Betbur, der 20. liegt zwischen Odinchoven' (Oekoven) und Alderode. Die Übertragung ist geschehen zu Alderade vor dem Grafen und den Hausgenossen, wobei jeder der letzteren von den 7 Priestern der gemäß 1 Denar erhalten hat. Die Verkäufer haben dann von den Käufern jene 20 Morgen in Erbpacht erhalten gegen einen Jahreszins von 6 Maltern Weizen (Kölnische Mass). Als Zeuge siegelt unter anderem Gerhard von Muchhausen. Der Abt Godescalk und der ganze Konvent von Knechtsteden bekunden am 10. Juni 1285, dass sie mit Zustimmung des Erzbischofs Sifrid zur Abtragung ihrer in schwerer Zeit contrahierten Schulden dem Kölner Domkapitel Land in Oekoven verkauft haben. 1285 bekunden die Officialen der Curie von St. Gereon, dass die 2 Gebrüder von Ueckinghoven (Rabelo, genannt Gabbart de Ukkinchoven und Henricus) vor ihnen den Verkauf des Zehnten von 50 Morgen der Pfarrei Oekoven an das Kapitel von St. Gereon erklärt haben und dass sie den Propst von St. Gereon, von dem sie einen Teil jener Zehnten zum Lehen trugen, entschädigt hätten. Dabei wird die Lage der Ackerflächen genau beschrieben. Die Flächen liegen zwischen Ueckinghoven und Widdeshoven, bei Ikoven, zwischen Oekoven und Sinsteden und bei Malsdorp. Dabei wird auch ein „Berte, Sohn des Hermanni de Malsdorp“ erwähnt.

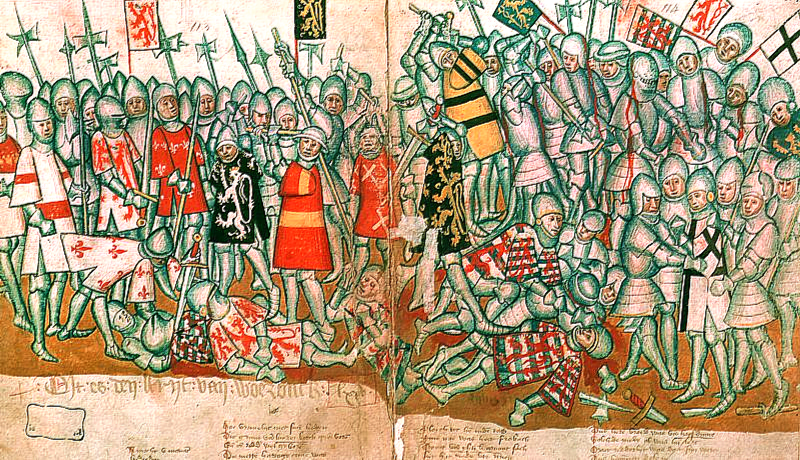
Die Schlacht von Worringen war der militärische Höhepunkt der Auseinandersetzungen zwischen Siegfried von Westerburg, Erzbischof von Köln, und Herzog Johann I. von Brabant.

Die „parochia“ (Pfarre Oekoven) findet mit Datum vom 25. Januar 1287 urkundliche Erwähnung – auch Maylstorp (Mailsdorp) taucht darin erneut auf. Regest W(alramus), Propst von Aachen und Graf von Jülich, verbietet am 18. November 1288 auf Bitten des Propstes Werner von St. Gereon seinem Beamten H. von Gevenich streng, das Gereonsstift im ruhigen Besitz und Genuss seiner Güter zu Viersen, Oeckhoven (Kr. Grevenbroich), Gereonsweiler und anderswo noch ferner irgendwie zu stören, wie er bisher durch Beschlagnahme der Früchte usw. es getan, und befiehlt, nach Allerheiligen noch beschlagnahmte Früchte dem Propst zurückzugeben. Äbtissin Hadewigis und der Konvent von Maria im Kapitol zu Köln verleihen am 29. Januar 1289 den Erben des Godefrid und dessen Sohn Reynard von Ugelhoven (Ueckinghoven?) den Zehnten zu Remunderode (Ramrath?), welchen jene dem Konvent resigniert und darauf nach Empfang von 60 Mark gegen eine Rente von jährlich 20 Malter Weizen wiedererhalten, nachdem nunmehr die Witwe Reynards, Sophia, die gedachte Rente durch Rückzahlung der 60 Mark eingelöst, aufs Neue als Erblehn für einen jährlichen Zins von 18 Solidi. Actum a.d. MCCLXXX octavo sabbato post conversionem b. Pauli apostoli. D. S. d. Konvents, des R. Gerard Scherfgin, Heinrichs de Aquila, Schöffen zu Köln u. d. R. Johann Scherfgin sind abgefallen. Unter den Zeugen Ritter Thilmann v. d. Drancgassen, Meister Werner Vogt von Köln. Um 1290 ist Hermann von Mailsdorp Canonicus im Capitole zu Köln. Sein Bruder Reinhard von Mailsdorp ist Pastor.
Am 5. Juni 1288 fand die Schlacht bei Worringen auf der Fühlinger Heide statt. Diese Schlacht veränderte das Machtgefüge in der Region nachhaltig.

### 1297 bis 1307
Ikoven, jetzt „Idinchoven“ genannt, wird 1297 erwähnt. Güter des Abtes der Reichsabtei Kornelimünster in Gill und Oekoven gelegen, werden am 30. Juni 1298 beurkundet. Engelbertus genannt, Magereth und seine Frau, verkaufen im September 1298 dem Kapitel von St. Gereon für 52 Mark ein Allod (Lehnsfreies Eigentum) von 20 Morgen Ackerland, gelegen in der Flur Barrenstein. Die Verkäufer haben das Gut dann gegen einen jährlichen Zins von 8 Maltern Weizen in Erbpacht zurückerhalten. Sie sind Pfarrangehörige der Pfarre Oekoven. Bei der Beschreibung der Lage der Ackerflächen tauchen die Namen Udinchoven (Oekoven), Vornuvere (Vronoverhof), Heyde (Heyderhof) auf. Auch de Bruke, comitis de Kessele taucht in diesem Zusammenhang auf. Tilmann von Barrenstein erhält am 11. Dezember 1302 von der Vikarie Guntram`s (in St. Gereon) ca. 37 Morgen bei Barrenstein in der Pfarre Oekoven in Erbpacht; für jeden Morgen beträgt der jährliche Zins ½ Malter Roggen. Der Knappe Anthonius (Anton) von Uekinghoven (Ueckinghoven) erklärt mit Datum vom 18. Oktober 1305, dass er gegen eine Summe Geldes zurückgetreten sei von seinem Protest gegen den durch seine Mutter und seine Geschwister geschehene Verkauf eines Zehnten, wonach dieser Zehnte an St. Gereon übergangen war. Als Zeuge ist der Abt von Kneystedensis (Knechtsteden) genannt. Da Anton als Knappe bezeichnet wurde, muss er Sohn eines Ritters gewesen sein.
1307 wird von einem curtis de Odinchoven berichtet. Das Kapitel von St. Gereon bekundet am 16. September 1308, dass ein von ihm herrühriges „leyen“ (Lehen), gelegen bei Barrenstein in der Pfarre Oekoven durch den bisherigen Besitzer an den Vikar von St. Gereon, Heinrich von Heyse, verkauft und übertragen worden ist. Henricus de Mailsdorp ist in jener Zeit Kanoniker in Sankt Maria im Kapitol zu Köln. Heinrich Schwartz wird 1309 als Schöffe am Gericht Rommerskirchen genannt. Er scheint Halfe eines Hofes in Ueckinghoven gewesen zu sein. Theodericus von Cleve, comte de Hilkerode (Graf von Hülchrath), spricht am 13. Juli 1309 seine Einwilligung aus, dass eine Hofstätte zu Frankenhoven (Hof in Deelen), welche ein von ihm herrührendes Lehen war und an St. Gereon verkauft worden sei, gegen entsprechende Vergütung aus dem Lehensverhältnis entlassen wurde. Der Domcanonich Adolf zu Köln beschenkt 1309 zur Haltung seiner Memorie die Domfabrik in Köln in seinem Testament mit 8 Maltern Roggen (ein Malter umfasst 12 Scheffel, 1 preußischer Scheffel 54,96 Liter) – welche von 72 Morgen und einer Hofstätte bei Malsdorp (Mailsdorp) in der Pfarre Udinchoven (Oekoven) zu liefern sei. Im Februar 1310 verkauft Christian von Alshoven von der Hufe (eigenständiges bäuerliches Anwesen bei Oekoven gelegen), die er bis dahin vom Kapitel St. Gereon als Zinsland erblich besessen hat, 34 Morgen demselben Kapitel für 141 1/3 Mark; der dem Christian verbleibende Teil der Hufe soll aber denselben Zins und dieselben Dienste dem Kapitel leisten, die bisher von der ganzen Hufe zu leisten gewesen waren.

### 1310 bis 1324
Im Jahr 1310 wird erneut die Hofgerichtsbarkeit für den Oekovener Hof bezeugt. Dietrich von Cleve III., Graf von Hülchrath (1309–1332), verkauft 1314 die Grafschaft Hülchrath und den Dingstuhl Rommerskirchen für 30 000 Gulden an den Kölner Erzbischof Heinrich von Virneburg. Die Abwicklung des Kaufes zog sich bis in 1323 hin. Dadurch kommt auch der Dingstuhl bestehend aus: Oekoven, Nettesheim und Rommerskirchen in die Zuständigkeit des Erzbischofs. Die dazugehörige Richtstätte befindet sich im „Muhrental“ (Möhrental). Der Name „Muhrental“ hat sich über die Jahrhunderte erhalten und ist ein noch heute gebräuchlicher Flurname. Die Witwe des Sibodo von Idenchoven (Ikoven) und deren Kinder verkaufen am 24. Mai 1321 die Hälfte ihres Hofes in Gohr an die Rektoren verschiedener Altäre im neuen Chore des Domes zu Köln.
Mit Urkunde vom gleichen Tage und Jahre stellen die Verkäufer den Edelherrn und Domcanonich Heinrich von Reifferscheid, Heinrich, den Sohn Wilhelm Kellners von Evenchoven (Evinghoven), und Reynardus genannt Kneythorn, Scheffen (Schöffe) von Udenchoven, als Bürgen.
Erzbischof Heinrich der II. bestätigt 1324 der Kirche St. Gereon die Incorporierung (Gesamtheit) der Pfarrkirchen. Darunter ist auch „Odynchoven“ (Oekoven) aufgeführt. Die den betreffenden „Rectores ecclesiarium“ zustehenden Einkünfte werden gerichtlich festgestellt.
Ein Lutter wird in dieser Zeit als rector ecclesiae in Oekoven genannt.
Friedrich von Mailsdorp befindet sich 1329 unter den Gefolgsleuten des Erzbischofs Heinrich von Köln bei dessen Fehde mit Wilhelm, Herrn zu Helpenstein, bei der die Burg Helpenstein zerstört wird. Als Ergebnis der Fehde zwischen dem Erzbischof und den Helpensteinern, verzichten die Brüder Wilhelm, Friedrich und Dietrich von Helpenstein am 13. Juli 1329 auf alle Schadensersatzansprüche an den Erzbischof, dem erzbischöflichen Amtmann zu Hülchrath und die übrigen Gefolgsleute des Erzbischofs, darunter Friedrich von Molsdorf (Mailsdorp). Am 29. Oktober 1329 verkaufen Prior und Konvent des Prämonstratenserklosters Langwaden in der Diözese Köln dem Gobelin gen. von Wenchoven kölnischen Bürger ihren Hof in der Gemarkung Evenchoven (Evinghoven) in der Pfarrei Höhnchen (Hoeningen) mit 90 Morgen Land. Zeugen sind: Ritter Heinrich v. Ugelhoven (Ueckinghoven), Woltherus officiat apud Hiltgerode und Gerhard gen. Keme von Weyvelchoven (Wevelinghoven), officiatus dominorum de Karpena in Eyflia. D. c(rastino) Symonis (et Judae) 2 S. des Erzb. u. des Domkapitels. Die Gebrüder Friedrich und Theoderich von Mailstorp beurkunden mit Datum vom 10. März 1330 die gütliche Ausgleichung (moitsoine) des zwischen ihnen und der Äbtissin Bonezeeta und dem Kapitel von Maria im Capitol stattgehabten Streites in Betreff der Höfe zu Ozenroide (Otzenrath) und Merentheyr (?) sowie des vor dem Tode ihres Oheims Hinnrich v. Mailstorp gepfändeten Getreides, unter Verzichtleistung auf alle von ihrem erhobenen Ansprüche. Die verwandtschaftlichen Beziehungen und der beträchtliche materielle Streitgegenstand lassen Schlüsse auf die zu dieser Zeit nicht unerhebliche regionale Bedeutung der Familie von Mailsdorp zu.

### 1330 bis 1356
Eine der insgesamt fünf Glocken im Kirchturm von Sankt Briktius trägt den Namen „St. Marien“. Die Aufschrift lautet: „Maria + Heisic + Sifridus + Degois + Mich“. Der Gießer der Oekovener Glocke ist jedoch nicht identisch mit dem etwa zeitgleich tätigen Magister Sifride, dessen Glocken nicht nur andere Rippen aufweisen, sondern auch optisch völlig anders gestaltet sind.
Gerard Ulenbusch, seine Frau und seine Erben, bekunden am 16. November 1335, dass sie dem Kapitel von Sankt Gereon Land (gelegen bei Frankenhoven – Hof in Deelen) verkauft haben. Als Bürgen werden Ritter Wilhelm, genannt Mönch, dessen Bruder Robelo von Mailsdorp, genannt Akils und Gottfried von Frixheim bestellt. Der „Frankenhof“ zwischen der Obersten und Untersten Deelen gelegen, befand sich links der Straße nach Deelen auf der Anhöhe. Der nahegelegenen „Noldessenhof“ wurde von St. Gereon erworben. Paulus de Hugilhoyven miles (Ritter Paul von Hüchelhoven) verkauft am 24. April 1336 für 2431 Kölnische Mark 5 Mansen an das Kapitel von St. Gereon. Ein Großteil der Ländereien liegt in der Pfarre Oekoven. Als Zeuge unter anderem „Johann von Synsteyden“ (Sinsteden). Im Jahr 1340 waren die Kanoniker des Stiftes Sankt Gereon zu Köln, Theodor von Neuenahr und Gerlach von Ditzenbach, Mitglieder des Stiftes und Pächter des Hofes (zu Oekoven); neben Natural- und Geldabgaben an Pacht mussten sie das Kirchendach von Sankt Briktius und das Hofgebäude baulich unterhalten. Der Knappe Friedrich von Mailsdorp' verkaufte am 4. April 1343 30 Morgen Ackerland an das Domkapitel und nahm diese in Erbpacht zurück. Besiegelt wurde diese Urkunde von den Pfarrern zu Oekoven und Hoeningen und dem Schultheiss zu Anstel. Mit Datum 20. Juni 1346 beurkunden Ritter Wilhelm gt. Vel, dessen Bruder Gotsenlo gt. Münch von Wevelkoven (Wevelinghoven) und Deytmar von Sintzsteyden (Sinsteden), Knappen, auf welche das Kapitel Maria im Capitol einerseits und Refert, dessen Gattin Druda, die Eheleute Cristian Referts Bruder und Aleydis von Sinczsteyden (Sinsteden), Hermann Visesser und dessen Gattin Gertrudis, Schwester des Refert, in ihrem Streite über den Besitz von 32 Morgen Ackerland in Sintzsteyden (Sinsteden) im Kirchspiele von Rumerskirgen (Rommerskirchen), des Letztern erbrechtlich zugehört, compromittiert haben, zu Rommerskirchen vor dem Vogte Cono v. Arfen, dem Schultheis Wilhelm gt. Havereit zu Rommerskirchen, dem Schöffe Conrad von Poyheym zu Sintzsteyden (Sinsteden), den Schöffen zu Rommerskirchen, des Knappen Hermann v. Vannekeim (Vanikum?), Heinrich v. Sintzsteiden (Sinsteden), Loyf v. Sintzsteyden (Sinsteden), Johann v. Poyheym, Wilhelm v. Berge, Cristian v. Steynbrucke, sowie dem Refert v. Paffendorp, Reynerd v. Paffendorp und Mathias v. Oydekove (Oekoven) als Zeugen bewirkte gütliche Verzichtleistung der genannten Erben, wogegen das Kapitel diesen eine Entschädigung von 24 Mark bewilligt. Actum et datum a. dom. Mill. CCC quadragesimo sexto ferio tertia ante festum b. Johannis baptiste. Mit den Siegel der 3 Schiedsrichter (das gleiche Siegel). Wer dieser Mathias v. Oydekove ist und ob er, oder seine Familie, der Namensgeber des Ortes Oekoven sein könnte, lässt sich nicht auflösen. Im Jahr 1356 erfolgte aus den Einkünften aus Mailsdorf, Pfarre Oekove, die Schenkung einer Rente an das Kloster Kamp.

### 1360 bis 1374

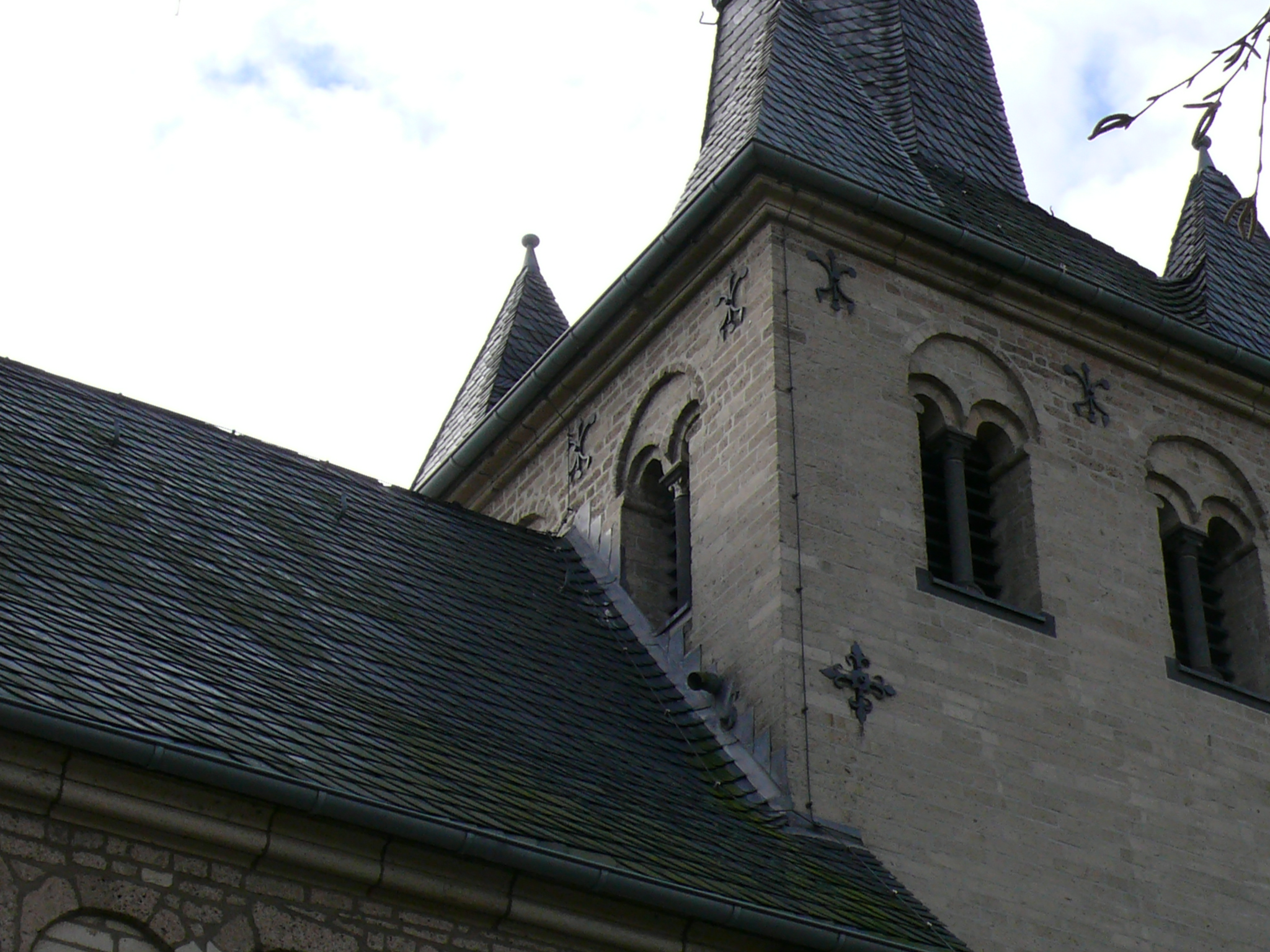
Die Instandhaltungskosten der Infrastruktur, also auch der Kirche, waren auf die einzelnen Pfründeinhaber aufgeteilt – dies löste wiederholt Streit über die Kostenübernahme aus.

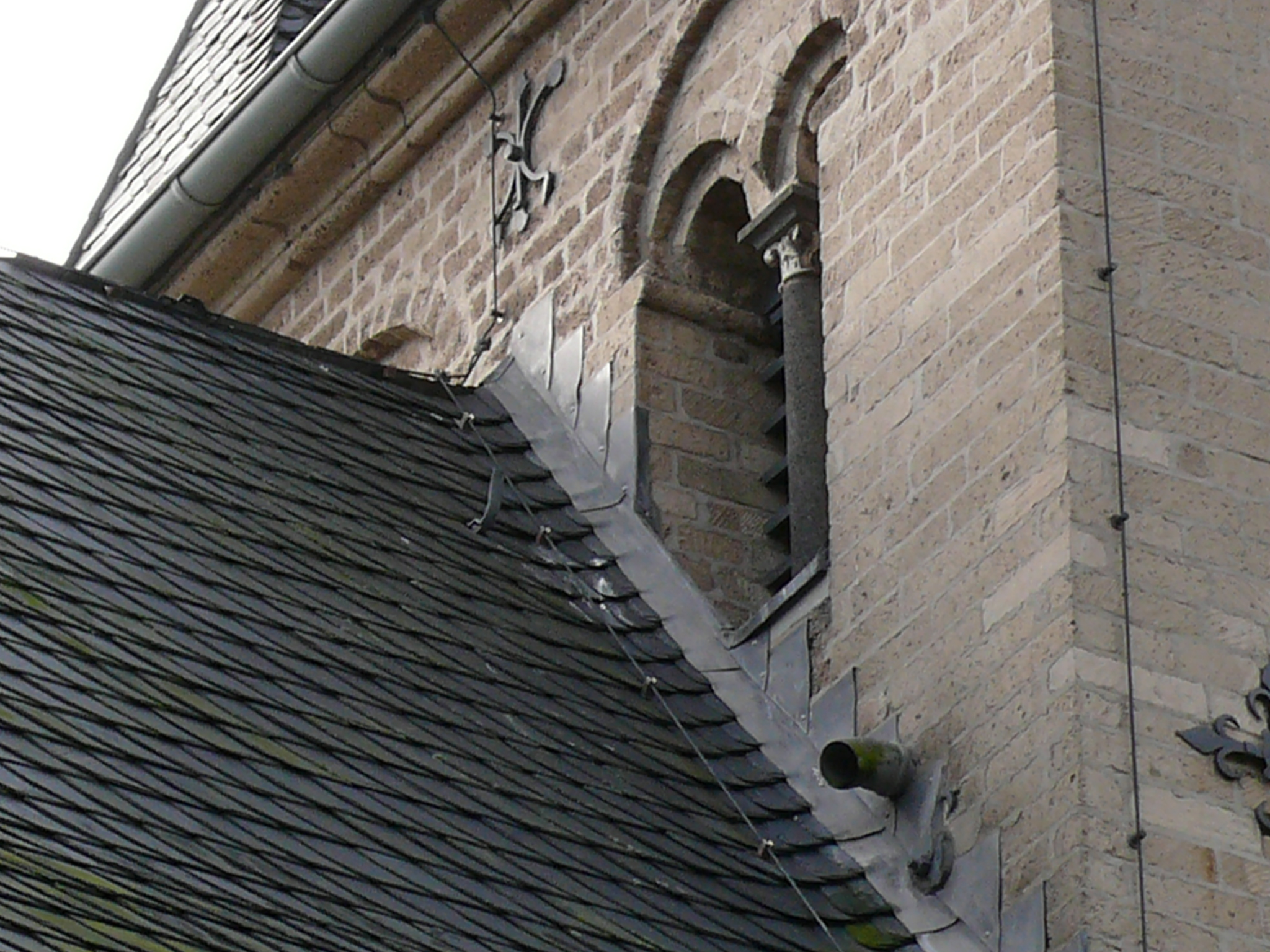
Die Schallfenster des Glöckenturms sind durch eine nachträgliche Veränderung der Neigung des Kirchendaches teilweise verbaut. Dies wurde zu Gunsten der schnelleren Ableitung des Regenwassers in Kauf genommen.

Für das Jahr 1360 wird berichtet, dass 30 Morgen Land, welche zu dem in Odinkoven gelegenen Hofe des Kapitels von Sankt Gereon gehören und im Besitz gewisser genannter Personen sind, immer frei (seien) von Steuern (exactiones). Die Verhandlung geschah „in ambitu eccle s. Gereonis sub capella b. Egidii“. Gegenwärtig waren noch der Vikar Mathias von Düren und der Beneficiat Arnold von Neuss, beide Sankt Gereon. In einer Urkunde des Kirchmeisters von 1361 wird der Oekovener Hof „Großhof“ bzw. „Oberhof“ genannt. Der Official des Kölnischen Propstes und Archidiakons stellt am 2. Dezember 1361 fest, dass das Kapitel von St. Gereon nur den „Dachfirsten“ der herzurichtenden „Kirche in Oekoven“ zu machen hat. Darüber hinaus haben das Stift, ohne Präjudiz (richtungsweisende Vorentscheidung) für die Zukunft, freiwillig 50 Mark für die Reparatur zugeschossen. Pfarrer Gerhard Kanel berichtet dem Kölner Dompropst, dass die Angehörigen der Pfarrgemeinde sich mit einer freiwilligen „Buyrschetzing“ (Steuer auf alle Liegenschaften, mit Ausnahme der Besitzungen von Sankt Gereons) an den Renovierungskosten der Kirche beteiligen wollten. Gerardus Kavel ist Pfarrer in Oekoven. Im selben Jahr (1361) erklären die Kirchmeister der Gemeinde zu Oeckhoven, dass „das Gereonstift zu Köln Besitzer des Fronhofs“, welcher als Stamm des Ortes und an dem das Patronat klebe, von allen Gemeindelasten frei sei, über seine Verpflichtung als Inhaber des großen Zehnten einen „Beitrag zum Kirchen- und Turmbau“ geleistet habe, freiwillig und ohne Folgerungen für die Zukunft. Die Eheleute Johann von Mailsdorp und Lysa' verkaufen 1373 ihren Hof zu Mailsdorp an das Andreasstift zu Köln und nehmen es vermutlich in Erbpacht zurück. Dabei könnte es sich um den späteren Flockenhof (auf dem Kamp liegend, benannt nach der Familie Flock, die den Hof sehr lange als Pächter bewirtschafteten) handeln. Mit dem Gens- und Damegenzhof bildete er das Gut Mailstorp. Der Flockenhof gehörte zum Hofverband des Domhofes in Anstel und war zu entsprechenden Abgaben an das Kölner Domstift verpflicht. Dieser Hof verblieb bis zur Enteignung 1803 im Besitz des Kölner Stiftes Sankt Andreas.
Die Namen Gens- und Damengenzhof könnte dem Volksmund geschuldet sein. Das Wappenschild der Familie Mailsdorp zeigte zwei sich ansehende Schwäne/Schwanenhälse, die einen Ring mit ihren Schnäbeln festhalten. Da Schwäne den Dorfbewohnern jener Zeit eher weniger geläufig gewesen sein könnten – aber auch aus reiner Spottlust –, könnten sie die Schwäne kurzerhand auch in Gänse „umgetauft“ haben. Dann wäre die Namensgebung „Genshof“ = Gänsehof erklärlich. In späterer Zeit lebte eine Witwe lange Jahre auf einem anderen Teil des ehemaligen Gutes Mailsdorp. Zur besseren Unterscheidung der einzelnen Hofstellen könnte sich so neben dem Genshof (Gänsehof) der Name Damegenzhof (Damegänsehof) für diesen Teil eingebürgert haben.

### 1378 bis 1404
Johann und Lysa von Mailsdorp pachten 1378 den später so genannten „Flockenhof“ vom Stift Sankt Andreas. Else von Buschhoven und ihre Schwester Lyse, sowie Elßwint, Witwe des Ritters Stephan von Drove, verkaufen am 1. April 1380 dem Ritter Johann von Harff und seiner Frau Cäcilia von Hoenigen ihren Hof in Uekinghoven.
Dabei könnte es sich um den Besitz der schon mehrfach erwähnten Ritter von Ueckinghoven gehandelt haben. Zum Hof gehörten drei Hufen Land (ca. 182 Kölner Morgen = 237 Morgen). Die Witwe des Ritters Johann von Harff, Cäcilia von Hoeningen, erwirbt im Februar 1386 von den Brüdern Dietrich und Arnold von Vitinchoven (Vietinghoff-Schell) den Hof Mailstorp im Kirspel (Kirchspiel) von Udinchoven (Oekoven). Das Kapitel (von Sankt Gereon) begleicht am 8. Januar 1400 Schulden in Form von 65 kölnischen Maltern (ein Malter nach kölnischem Maß entsprach etwa 1,64 Hektoliter) die sie vom Zehnten der Höfe zu Ottenheym und zu Oedenkoven (Oekoven) schuldig geblieben waren. In einem Streitfall aus dem Jahr 1404 zwischen dem Kapitel (von Sankt Gereon) und einen Herrn Jacobum de Zumbreff geht es um 100 Gulden Oekoven betreffend. Auch 1418 tagt das Hofgericht in Oekoven.

### 1418 bis 1450
14. September 1418 im Ehevertrag zwischen Godart von Harff und der Tochter des Heinrich von Broichhausen vermacht jener im Falle seines Todes seiner Frau 44 Gulden von den Hofe bei Mailsdorp. 1418 Godart von Harff, Besitzer von Haus Hoenigen, investiert 1500 rheinische Gulden aus der Mitgift seiner Frau in seinem Hof in Ueckinghoven, damit sie im Falle seines Todes aus dem Hof 44 Gulden Rente beziehen könnte. 24. Dezember 1424 beim Verkauf eines Grundstückes in Ueckinghoven, wird ein „Heinrich Hecker, Brudermeister der Bruderschaft Unserer Lieben Frau“ in Oekoven genannt. Als Zeuge siegelt unter anderen Johan van Lynepe, Priester zu St. Gereon in Köln und Herr zu Helpenstein etc. in seiner Eigenschaft als Lehnsherr des verkauften Erbes. „Dyt synt dye broider ind dye suster der broiderschaff unser liever vrauwen in der Kyrchen zo sent Geroni bynnen Collen, dye levendigen ind ouch dye doyt synt. Gescreven in den iairen ons heren duysent vierhundert eyn ind achtzich up dynstag des vunfften dages des bramayns genant.“ Daem van dem Bungart und seine Frau Katherine, erklären per Urkunde vom 12. Februar 1429, dass sie mit Bewilligung des Kapitels von St. Gereon 15 Morgen Land, welche dem Kapitel kurmütig waren und in dessen Hof zu Oeckhoven gehörten, an die Coblenzer Baley des Deutschen Ordens vertauscht, und dagegen 15 ½ eingetauschte Morgen Landes dem gen. Kapitel kurmütig gemacht und seinem Hofe zu Oekoven zugewiesen habe. Durch den Landtausch wurden die getrennten Ackerflächen gegen zusammenhängende Flächen zwischen Sinsteden, Vanikum und Allrath eingetauscht. Goebel von Mailsdorp, wohnend im Kirchspiel von Oekoven („Odinckoven“) und seine Frau Mettel verkaufen am 15. November 1436 dem Kirchmeister Oekovens zum Nutzen und Besten der „Beleuchtung und Bau der Kirche“ 5 Morgen Ackerland. 1439 wird Hermann von Siegenhoven, genannt Anstel im Zusammenhang mit dem Hofgericht Oekoven genannt. Hermann von Siegenhoven, genannt Jakob, des Henkyn, Schieffers Sohn, pachtet 1439 den Flockenhof vom Stift Sankt Andreas auf 12 Jahre. Vogt, Schöffen und Gericht zu Rommerskirchen sollen mit Datum vom 20. November 1444 die durch Raboid von Plettenberg, Herrn zu deme Steyne (Barrenstein?), gegen Geldforderungen des Johan von Dalen (Deelen?), genannt von der Ketten, erwirkte Pfändung aufheben. Goebel von Oedekoven und seine Frau Mettel sind 1445 Pächter des (später so genannten) Flockenhofs (passt zeitlich nicht mit der zwölfjährigen Pacht des Hofes 1441 durch Jakob Henkyn zusammen) Ritter Johann von der Arffen (Harff?) pachtete 1450 den Gereonshof für zwanzig Jahre zugleich mit dem Henshof in Evinghoven.

### 1454 bis 1529
Am 1. November 1454 bekundet Petrus, pastor parochialis ecclesie in Odinchoven, dass vor ihm „Hermannus Capellain, scabinus in Grevenbroich, Jacobus Flocken, Johannes der Wirt“ sich dem Spruch des Gerardus van Loen unterwerfen würden. Gesiegelt wird auf Bitten der Einwohner durch „Henricus, Abbas de Knechtsteden“, „Hermannus de Siggenhoven alias de Anstell“ und Johannes der Vurde armigeri. 1454 war Erneute Reparatur des Daches (der Kirche in Oekoven) notwendig. Da keine Seite die Kosten übernehmen wollte, musste ein Schiedsspruch her. Diesen sprach Gerhard von Loen, er ist jedoch nicht überliefert. Am 30. November 1459 wird der von der Witwe des Ritters Johann von Harff, Cäcilia von Hoeningen erworbene Hof im ehemaligen Gut Mailsdorp, durch Ritter Godart von Harff dem Erzbischof von Köln übertragen und von diesem dem Godart von Harff als Lehen zurückgegeben. Am 15. Juni 1468 verkaufen Johan Swartze von Nettersheym und seine Ehefrau Goetgyn an die Bruderschaft „Unserer Lieben Frau“ dreiviertel Ackerland über dem „Morendaill“ (Möhrental) „…gehörend zu dem Hof in Evekoven (Evinghoven) …gelegen an der Richtstätte“ (unter dem Dinckmaill von Rumerskirchen) Der Brudermeister der „Bruderschaft Unser Lieben Frau“ bezahlt den Kaufpreis. Im Jahre 1490 pachtete Styna von den Arffen (Harff?), wohl eine Tochter des Ritters Johann von den Arffen (Harff?), den Gereonshof für zwölf Jahre. 1496 war Erwähnung des Gutes Malsdorp. 1502 wird ein Heinrich von Ueckinghoven, vermutlich Halfe auf einem größeren Hof in Ueckinghoven (Besitz von Harff?) als Schöffe zu Gericht in Rommerskirchen genannt. Am 20. Februar 1529 pachtete Heyne (Heinrich) Hambloch mit seiner Frau Ursula (geb. Weidenfeld) den Hof (Gereonshof) auf zwölf Jahre. Heyne war der Sohn des Johann Hambloch, und der Maria (geb. Schauff), Halfen auf dem Fronhof in Nettersheim. Johann von Harff schenkt 1512 der Kirche Hoeningen Land in der Pfarre Oekoven gelegen. Am 20. Februar 1529 Urkunden Sankt Gereon Pachtrevers über den Hof zu Oekoven, Kreis Grevenbroich.

### 1531 bis 1557
11. März 1531 Urkunden Sankt Gereon Pachtrevers über den Hof zu Oekoven, Kreis Grevenbroich. 31. März 1531 Urkunden Sankt Gereon
Friedrich, Graf von Beichlingen, Chorbischof des Domkapitels, Propst von St. Gereon und Dekan der Lütticher Kirche, präsentiert dem Kapitel von Gereon Friedrich, Graf von Beichlingen, Kanonikus des Domkapitels, als Pfarrer in Oekoven. 1536 Glocke mit der Inschrift: „Maria Heische ich, Tzo dem Deinst Gottes luden ich, De Doeden beclagen ich, Heinrich von Cöllen gois mich. Anno 1536.“ Dieser Heinrich von Köln goss übrigens im Jahre 1553 auch eine Glocke für Grevenbroich und Hemmerden. Die Oekovener Glocke musste später wegen Bruchs der Krone eingeschmolzen werden. Am 1. Juni 1538 war Heinrich „parr. Eccle in Odinckhoven curatus et pastoris vicemgerens” Vicecurat ist Heinrich Moels. Zeugen waren Johann Hoesten (Altarist) Adolph (Küster in Odinchoven). 5. Oktober 1540 Urkunden Sankt Gereon Urteil des Offizials zu Cöln zu Gunsten des Gereonsstiftes wider Friedrich von Steprath wegen des in den Hof zu Oekoven aus dessen Gut in der Hütten erfallenden Zinses. Heinrich Moels ist Pastor in Oekoven von 1538 bis 1557. Am 3. Oktober 1544 verpfändet Johann von Malsdorp der Johanna von Gertzen, Herrin zu Harff, 2 Morgen Land bei Malsdorp zur Sicherung von 20 Gulden. 1549 Andreas Flock und seine Frau pachten den Hof (bei Mailsdorp) für zwölf Jahre. Auf Grund der folgenden Pachtverlängerungen mit der Familie Flock bürgert sich der Namen„Flockenhof“ ein. Im Jahre 1550 weigerte sich der Pfarrer von Oekoven, ein Mandat des erzbischöflichen Gerichtes anzunehmen, das gegen einige seiner Pfarrangehörigen in Barrenstein gerichtet war; denn dieses lag im Jülichschen, und der Grevenbroicher Amtmann hatte im Auftrag seines Landesherrn ein entsprechendes Verbot erlassen. Der Erzbischof von Köln war als Territorialherr der stärkste Konkurrent des Düsseldorfers.

### 1558 bis 1577
1558 Heyme (Heinrich) Hambloch ist immer noch Halfe (auf dem Gereonshof/Oekovener Hof); der Hof bewirtschaftet in diesem Jahr 387 Kölner Morgen Land (ca. 495 Morgen). 1560 Streitgegenstand wegen Anspruch auf den Hof „Malsdorf“ (Maltorff, Mailstorff; Gem. Oekoven; Kr. Grevenbroich), den die Witwe Elisabeth von Morenhoven und ihre beiden Töchter an Sophia von Sinsteden mit dem Vorbehalt des Rückkaufrechts verkauft hatten. Die Appellaten hatten wegen ihres Vorkaufsrechts als Blutsverwandte der Witwe dagegen geklagt. Ihnen wurde daraufhin von der 1., 2. und 3. Instanz trotz Intervention der beiden Töchter, die mit gerichtlicher Einwilligung während des anhängigen Verfahrens den Kaufpreis erstatteten, der Hof zugesprochen. Gegen das RKG-Berufungsverfahren legen die Appellaten Widerspruch ein, da nach ihrer Ansicht die Appellation an einen kurkölnischen Kommissar als 4. Instanz, der den Prozess an die Vorinstanz zurückwies, nicht rechtmäßig war. Ein RKG-Urteil erkennt 1560 die Appellation als berechtigt an und ernennt 1574 Konrad Fürstenberger, Johann Honstein und Bernhard von Tongern (Tungen) als Kommissare. Im Jahre 1568 bewirtschaftete Johann Hambloch, Sohn des Heyme (Heinrich) Hambloch und der Ursula (geb. Weidenfeld), den Gereonshof (Oekovener Hof). 1569 spätestens versieht der jeweilige Vizekurat den Schulunterricht (in der Pfarre Oekoven). 1570 wird ein Mevis von Dömpel als Halve des Dömpelshof (in Oekoven am Stoppelend liegend) erwähnt. Um 1570 ist ein Clemens Oeckynhoven in der Liste der Zunft Eisenmarkt in Köln eingetragen. Dabei wird der Namensträger der Gemeinde Oekoven zugeordnet. Damit ist jedoch vermutlich der Ort Oedekoven (Ortsteil von Alfter) gemeint. 1572 war Erwähnung eines Schöffengerichts am Fronhof (Gereonshof/Oekovener Hof). Im Jahre 1572 ist die Familie von Lülsdorf Besitzer des Damianshof. Elisabeth von Lülsdorf zu Dattenberg, die Frau von Godart und die Mutter des Albert von Lülsdorf, verpfändet ihren Hof in Molsdorff am Gericht für 300 Goldgulden und 300 Reichsthaler für eine Grundrente von jährlich 11 Malter Roggen und 30 Reichsthaler an die Witwe Eiflerin. 1573 besteht ein Benifizium zu Ehren der Heiligen Katharina in Oekoven. „1573 gaben die Kirchmeister dem würdigen, ehrsamen und bescheidenen Göddert Schassmeister, zur Zeit Pastor und Kirchdiener in Oedinghoven, Johann Hambloch, Halfmann daselbst, und anderen Vollmacht, gegen eine angemaßte Gift, Donation und Verfallens des beneficii altaris s. Catharinae gegen Christian Schunken aus Deelen zu verhandeln und zu verfahren, wie Rechtens sei.“ Am 1. März 1574 fand ein Landtausch zwischen St. Briktius und St. Gereon statt. 1577 sind Andreas Flock und sein Sohn Jakob Flock, sowie dessen Frau nach wie vor Halfen auf dem Flockenhof (bei Mailsdorp) und pachten den Hof für weitere zwölf Jahre. Am 5. Dezember 1577 wird der Pachtvertrag für den Gereonshof (Oekovener Hof) mit dem Halfen Johann Hambloch und dessen Frau Ursula (geb. Weidenfeld) verlängert.

### 1578 bis 1599
Am 28. Juni 1578 war Klage wegen Anmaßung des „iuris decimandi“ im Amt Hülchrath zu Oekoven (Kreis Grevenbroich) auf dem Fronhof des Stiftes St. Gereon zu Köln. Der Beklagte beansprucht den Rodungszehnten (Rod- und Brandzehnten) zu Oekoven und hat, als der dortige Halfmann Johann Schenckart diesen nicht freiwillig herausgeben wollte, am 28. Juni 1578 drei Wagen mit hartem Saatkorn pfänden lassen. Der beklagte Herzog erhebt Einrede gegen den Gerichtsstand. Das RKG sei als 1. Instanz in diesem Fall nicht zuständig, da die eigentlichen Prozessbeteiligten nicht unmittelbar dem Reich unterworfen seien. Das St. Gereonsstift besäße den Fronhof zu Oekoven nicht durch den Erzbischof, sondern „proprio nomine et iure“ und müsse daher als wirklicher Prozessgegner des Herzogs betrachtet werden. 1582 benennt der Beklagte Kommissare, die der Kläger z. T. ablehnt. Die Namensnennung des Halfen des Fronhofes, Johann Schenckart, deckt sich zeitlich nicht mit der Angabe vom 5. Dezember 1577, dass der Pachtvertrag für den Gereonshof mit dem Halfen Johann Hambloch und dessen Frau Ursula (geb. Weidenfeld) verlängert worden sei – es sei denn, dass der Fronhof nicht der Gereonshof gewesen wäre. 28. Juli 1580 Klagen wegen Anmaßung des „iuris novalium“ bzw. Rodungszehnten des dem adeligen freien Stift St. Gereon zu Köln gehörigen Fronhofes zu Oekoven (Kr. Grevenbroich) im Amt Hülchrath. Am 28. Juli 1580 beschlagnahmte Johann Steingen, Kellner zu Grevenbroich, die Früchte von 5 Morgen Artland, am „Buschloe“ (Lohebusch) gelegen, insgesamt 4 Wagen harten Saatkorns. Im Jahr 1583 wechselt Pastor Schaffmeister von Oekoven nach Kapellen-Gilverath. Sein Nachfolger wird Andreas Kouster – er resignierte im Jahr 1590. 27. April 1587 war Streitgegenstand wegen Anspruch auf den Nachlass des Cunibert Hambloch, Kanoniker und Chorbischof von St. Aposteln. Nach dessen Tod hatten die Appellanten, Bruder und Neffen des Verstorbenen, dessen aus Familienbesitz stammende Ländereien in Hülchrath, Rommerskirchen und Nettesheim in Besitz genommen, bis auf Veranlassung der Appellaten Dietrich Dietz, Vogt von Hülchrath (Kr. Grevenbroich), als kurköln. Beamter die Güter beschlagnahmte (sequesterierte). Am 27. April 1585 hob das RKG die Beschlagnahmung auf. Im Jahre 1591 wird Jakobus Duitsman Inhaber der Pfarrstelle in Oekoven. Am 26. Juni 1591 verkauft der Kanoniker Thomas Eifler von Sankt Gereon eine Erbrente an Knirich Theschen in Frank(enh)oven (der Frankenhof lag in Deelen). 1599 wird der Genshof analog zum Damianshof als selbständiges Gut erwähnt. Es gehört den Herren von Hoheneppel, genannt von dem Impel. 1599 erscheint der Damianshof als gesondertes Gut und gehört dem Adligen Albert von Lülsdorf zu Güdersheim. Der Oekovener Hof (Gereonshof) bewirtschaftete im Jahr 1599 300 Kölner Morgen Land (etwa 384 Morgen) und brachte dem Stift jährlich 100 Malter (134 Doppelzentner) Weizen, 100 Malter (123 Doppelzentner) Roggen und 100 Malter (130 Doppelzentner) Gerste. Im Mittelalter und in der frühen Neuzeit gehörte Oekoven zum kurkölnischen Amt Hülchrath.

### Ab 1900
Oekoven war bis zum 31. Dezember 1974 eine selbständige Gemeinde, zu der auch die heutigen Rommerskirchener Ortsteile Deelen, Ueckinghoven, Evinghoven und Ikoven gehörten und die zusammen mit der damaligen Gemeinde Hoeningen das Amt Evinghoven bildete.
Am 1. Januar 1975 wurden alle Gemeinden des Amtes Evinghoven einschließlich Oekoven in die Gemeinde Rommerskirchen eingegliedert.

### Einwohnerentwicklung
- 1933: 0813
- 1939: 0764
- 1961: 1402
- 1970: 1409
- 1974: 1416

## Brauchtum und Vereine
Höhepunkt des dörflichen Lebens ist das jährlich um den vierten Sonntag im Juni stattfindende Schützenfest/Kirmes der Sankt-Sebastianus-Schützenbruderschaft von 1925. Fester Bestandteil des Schützenfestes ist die Mitwirkung des 1950 gegründeten Tambourcorps „Frisch voran“ Oekoven.
- St.Sebastianus Schützenbruderschaft 1925 Oekoven
- Tambourcorps „Frisch voran“ Oekoven
- Landfrauenvereinigung Ortsgruppe Oekoven
- Tierheim Oekoven
- Feldbahnmuseum Oekoven

## Bilder

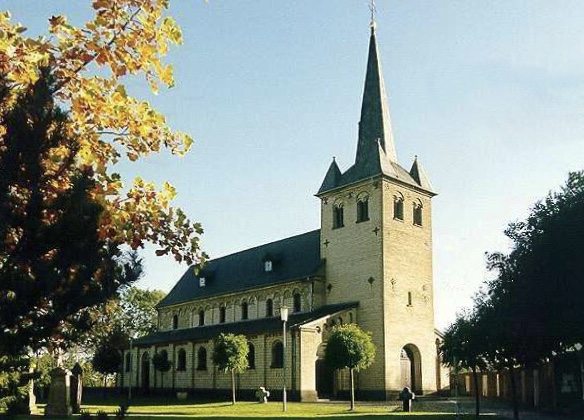
St. Briktiuskirche in Oekoven
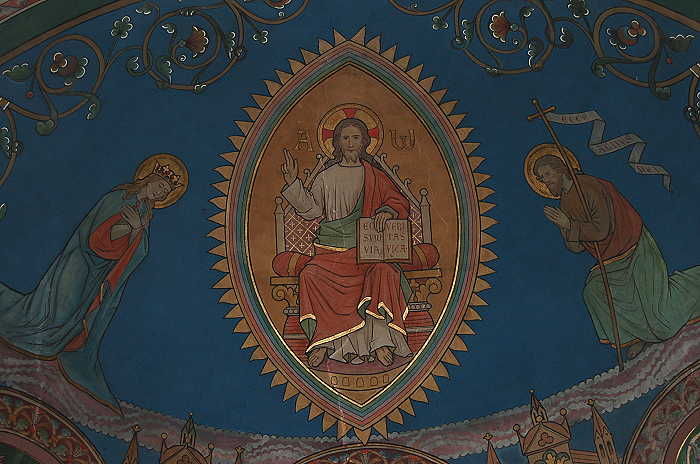
Deckengemälde in der St. Briktiuskirche in Oekoven
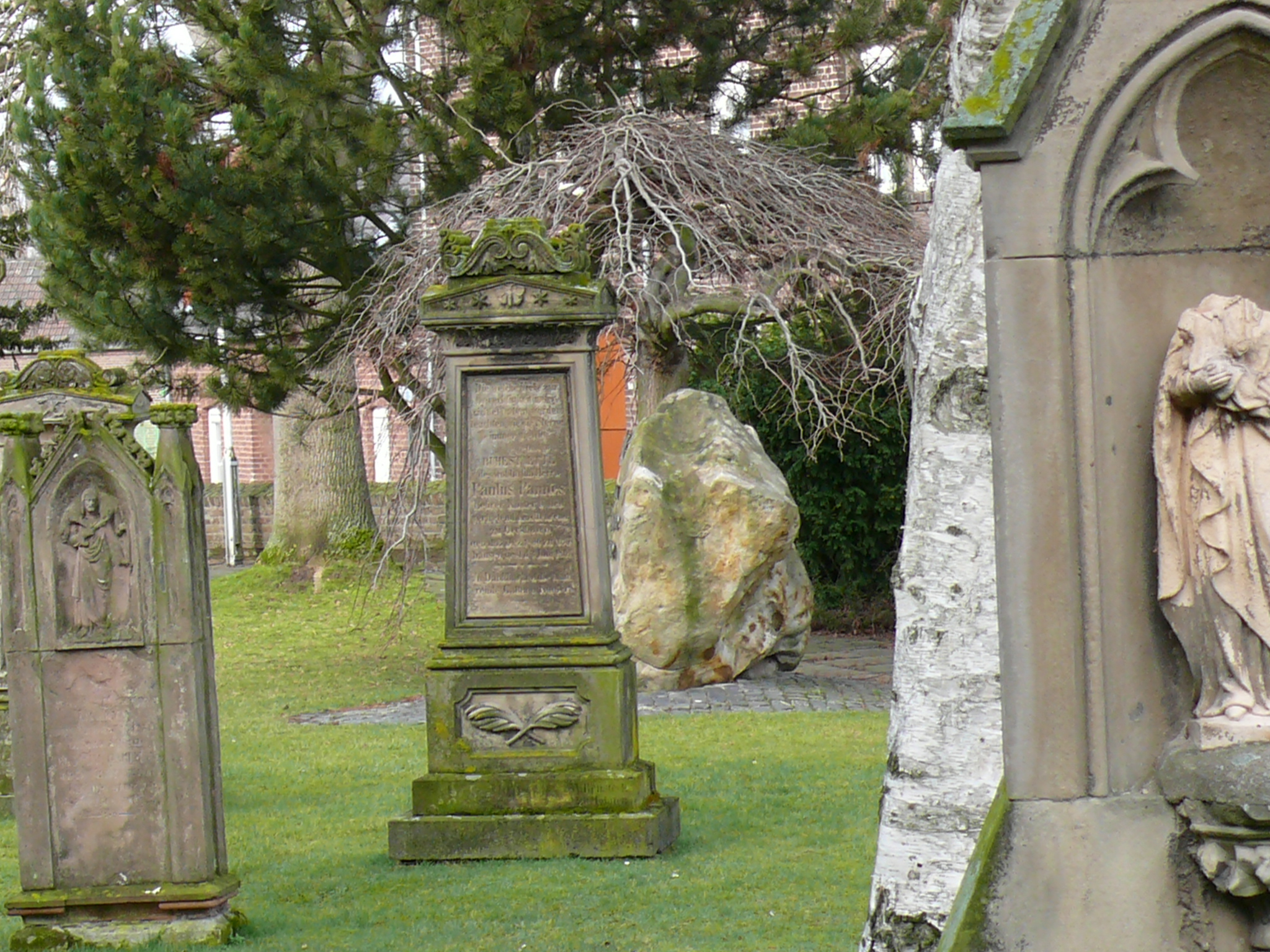
Grabsteine des alten Oekovener Friedhofs vor der Kirche Sankt Briktius
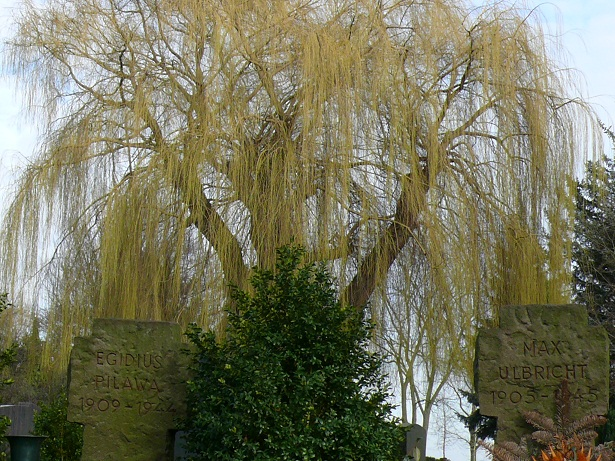
Kriegsgräber auf dem Oekovener Friedhof
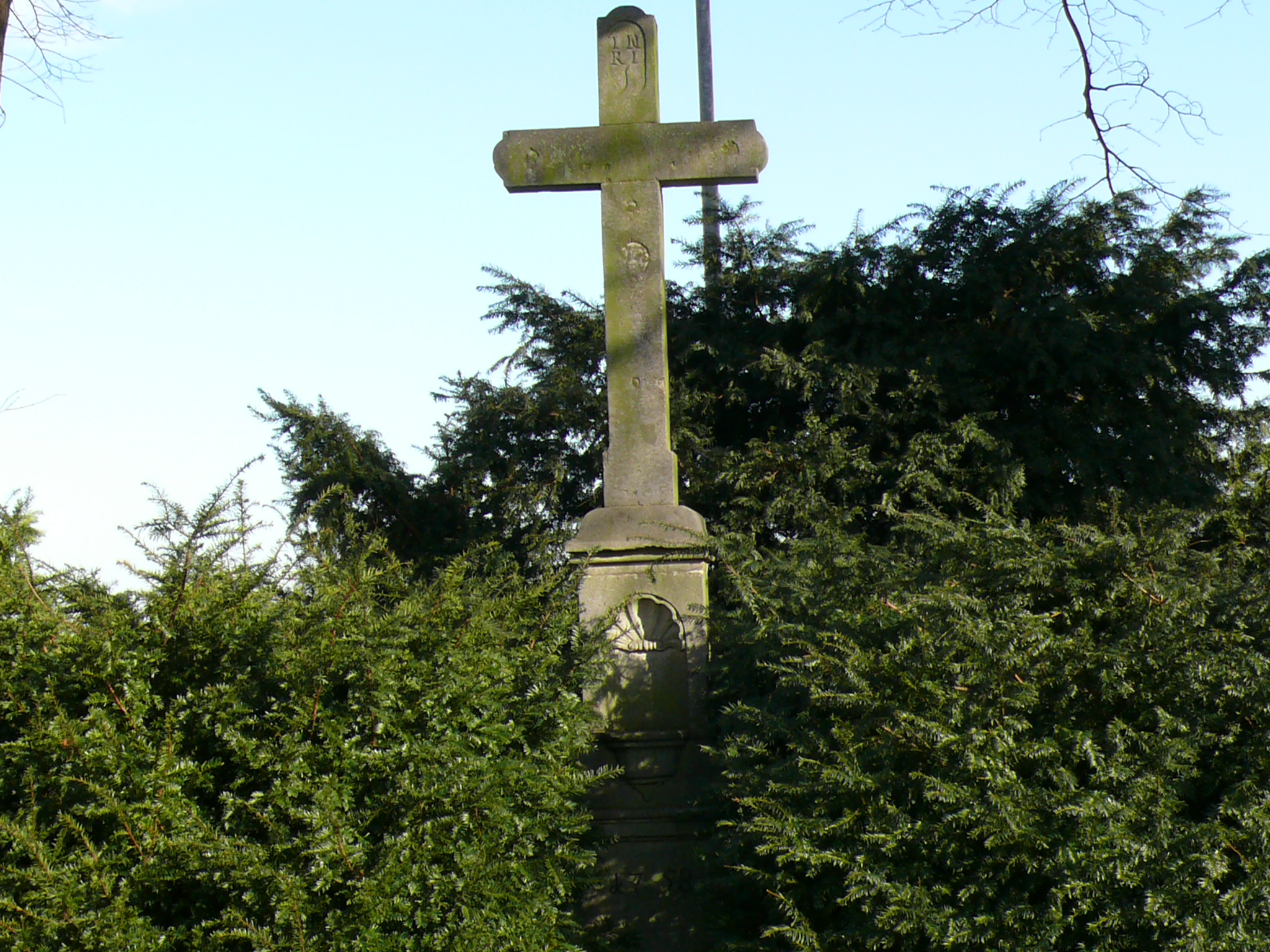
Wegekreuz aus dem Jahre 1758 in Oekoven.
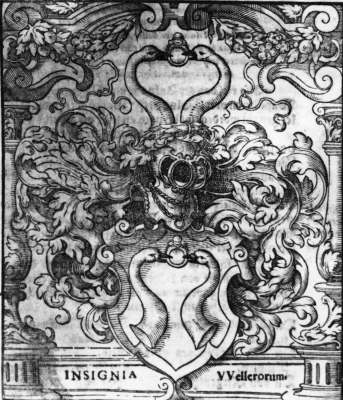
Wappen der Familie Mailsdorp
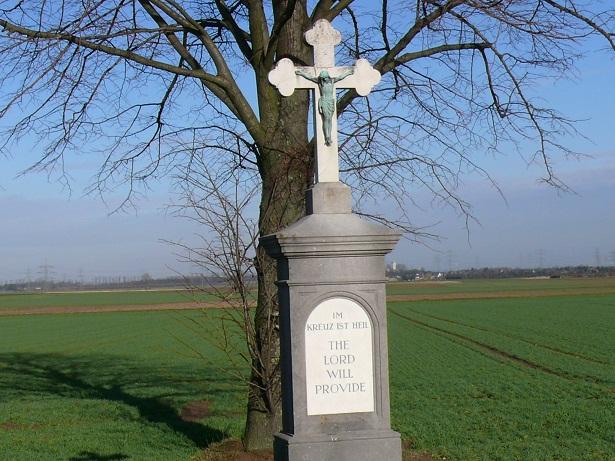
Wegekreuz zwischen Oekoven und Barrenstein
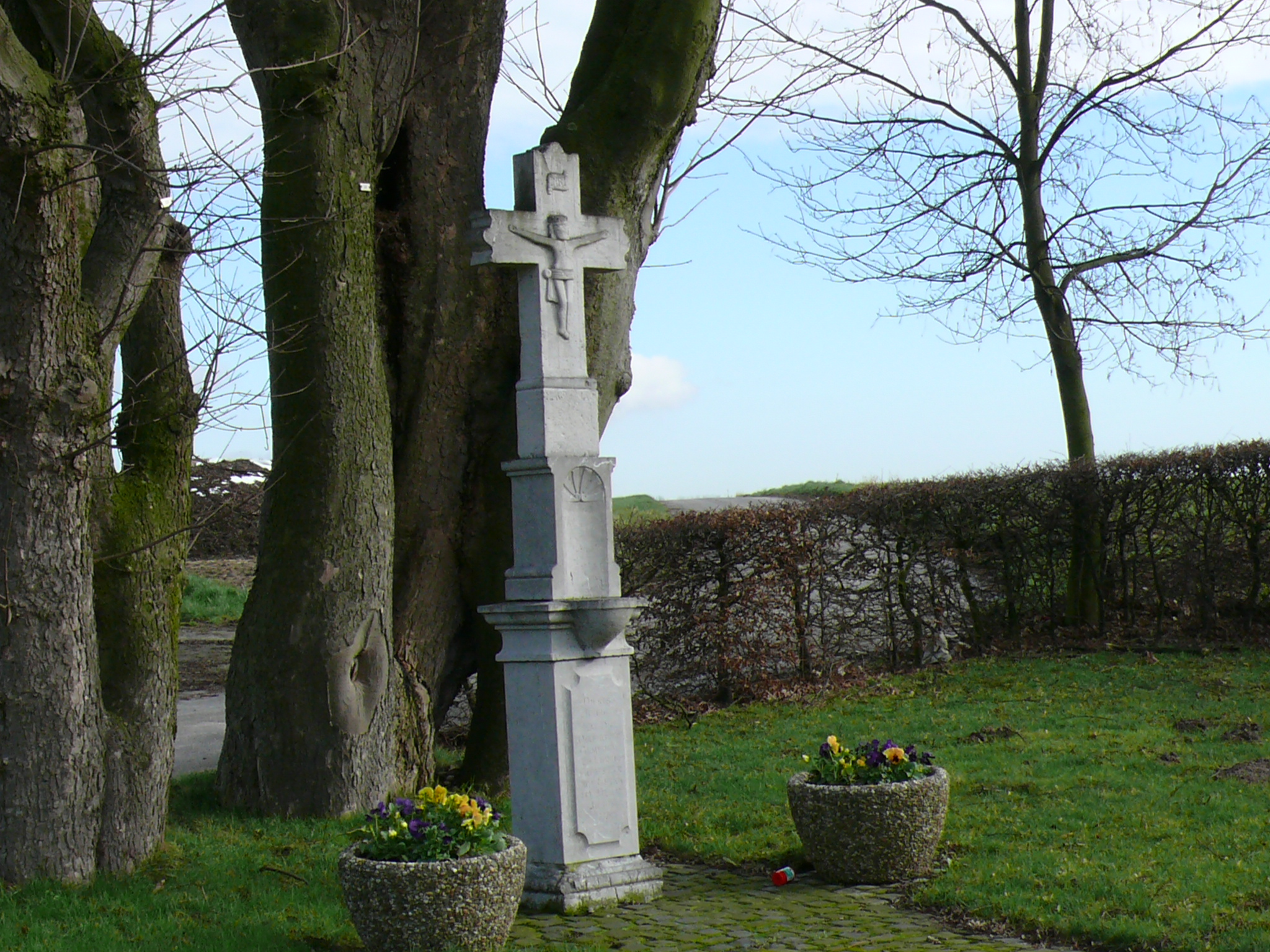
Ueckinghoven: Wegekreuz aus dem Jahr 1777.
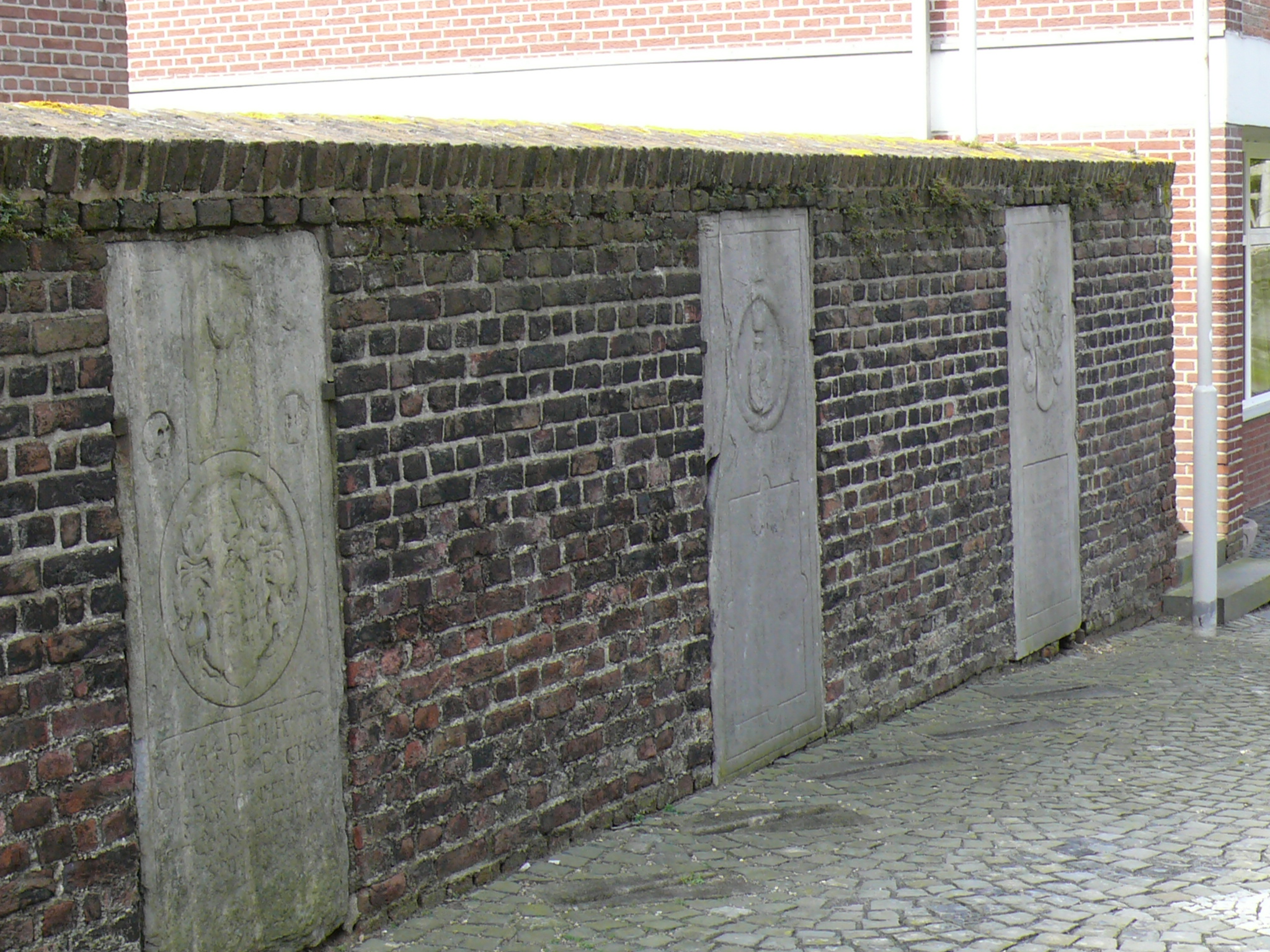
Oekoven Kirchenvorplatz Grabtafeln der Pfarrer Sankt Briktius
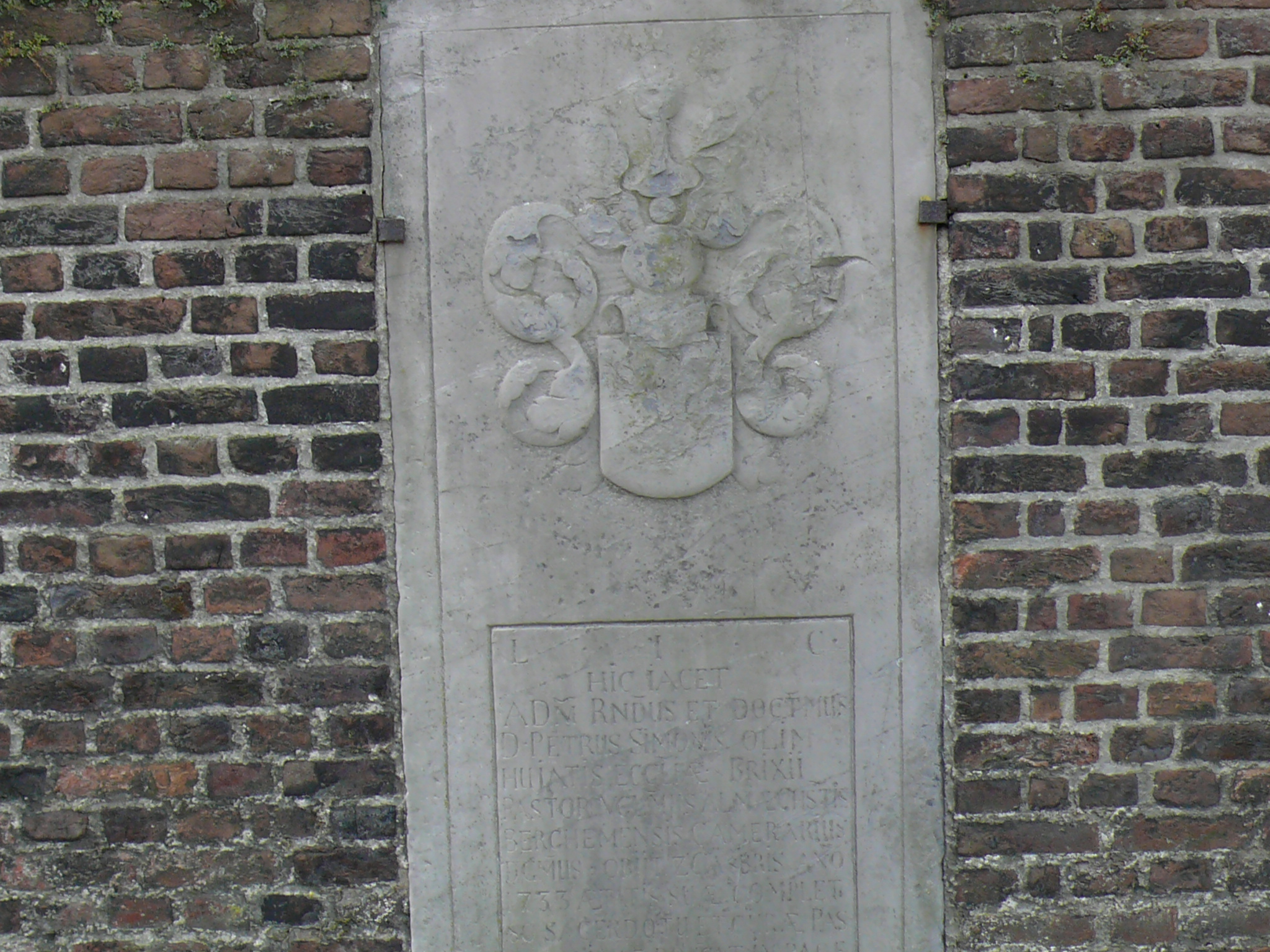
Kirchenvorplatz Sankt Briktius mit der Grabtafel des Pfarrers Peter Simonis
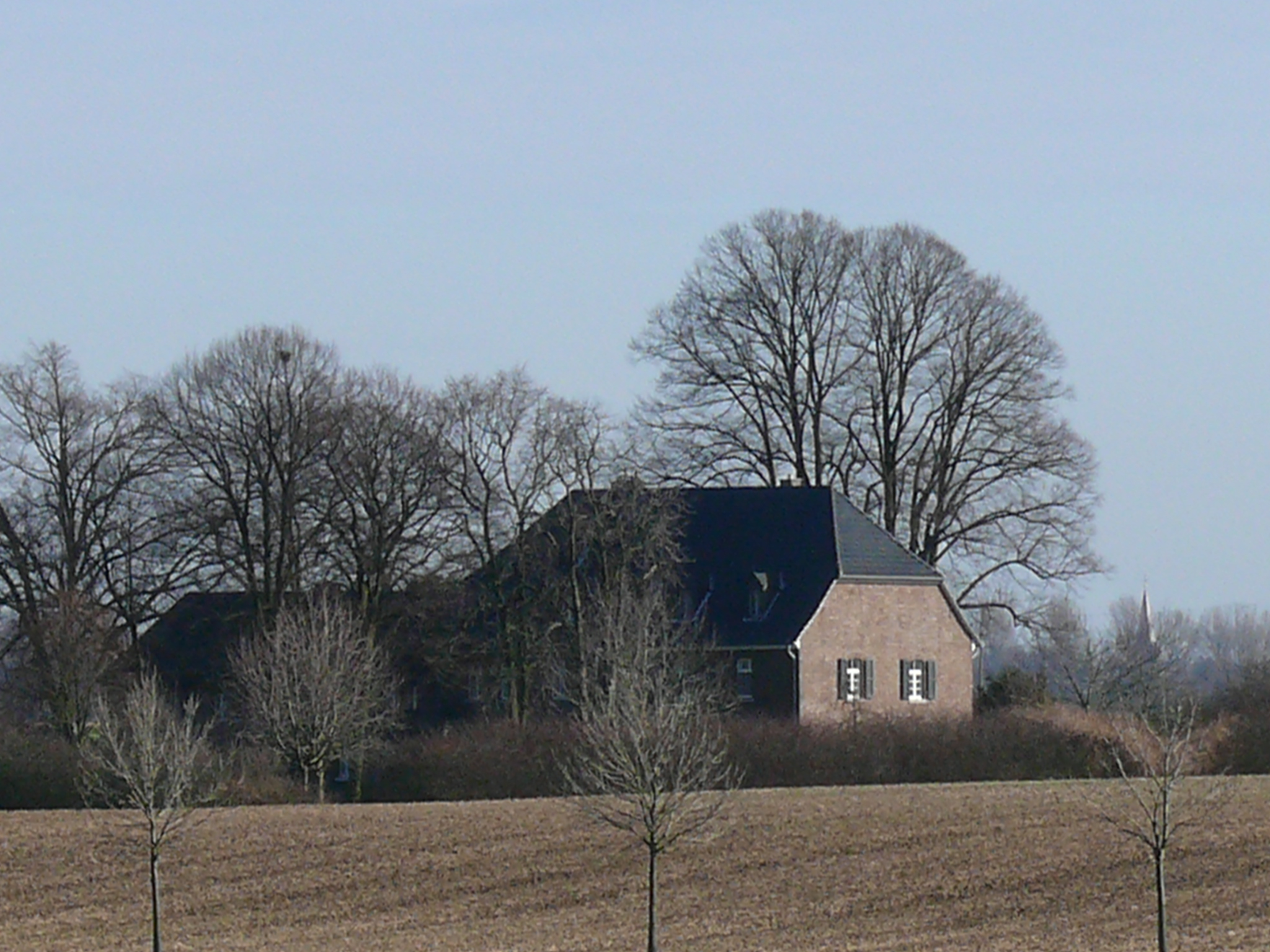
Das Haupthaus des ehemaligen Oekovener Hofs
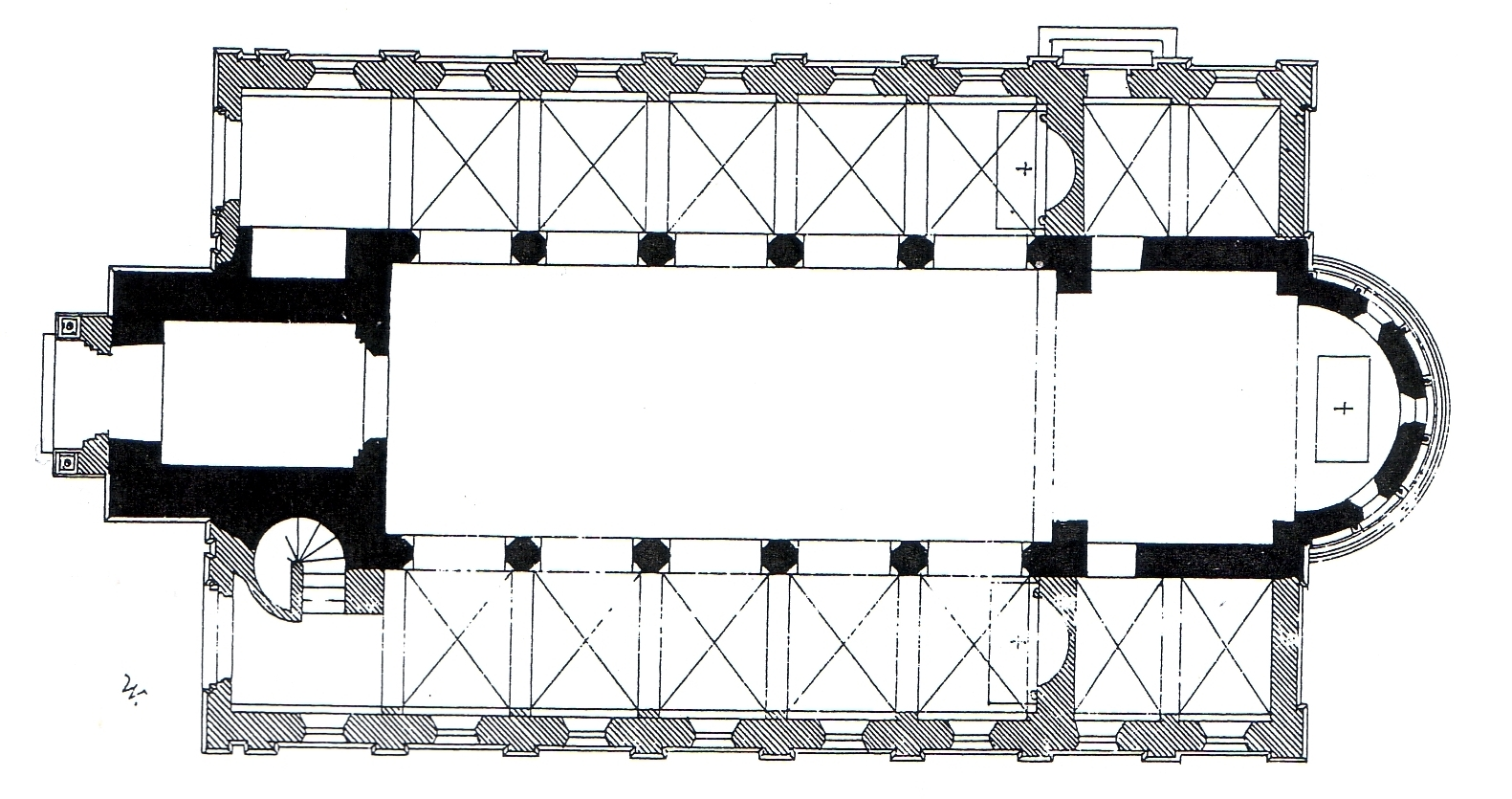
Grundriss der Kirche Sankt Briktius Oekoven
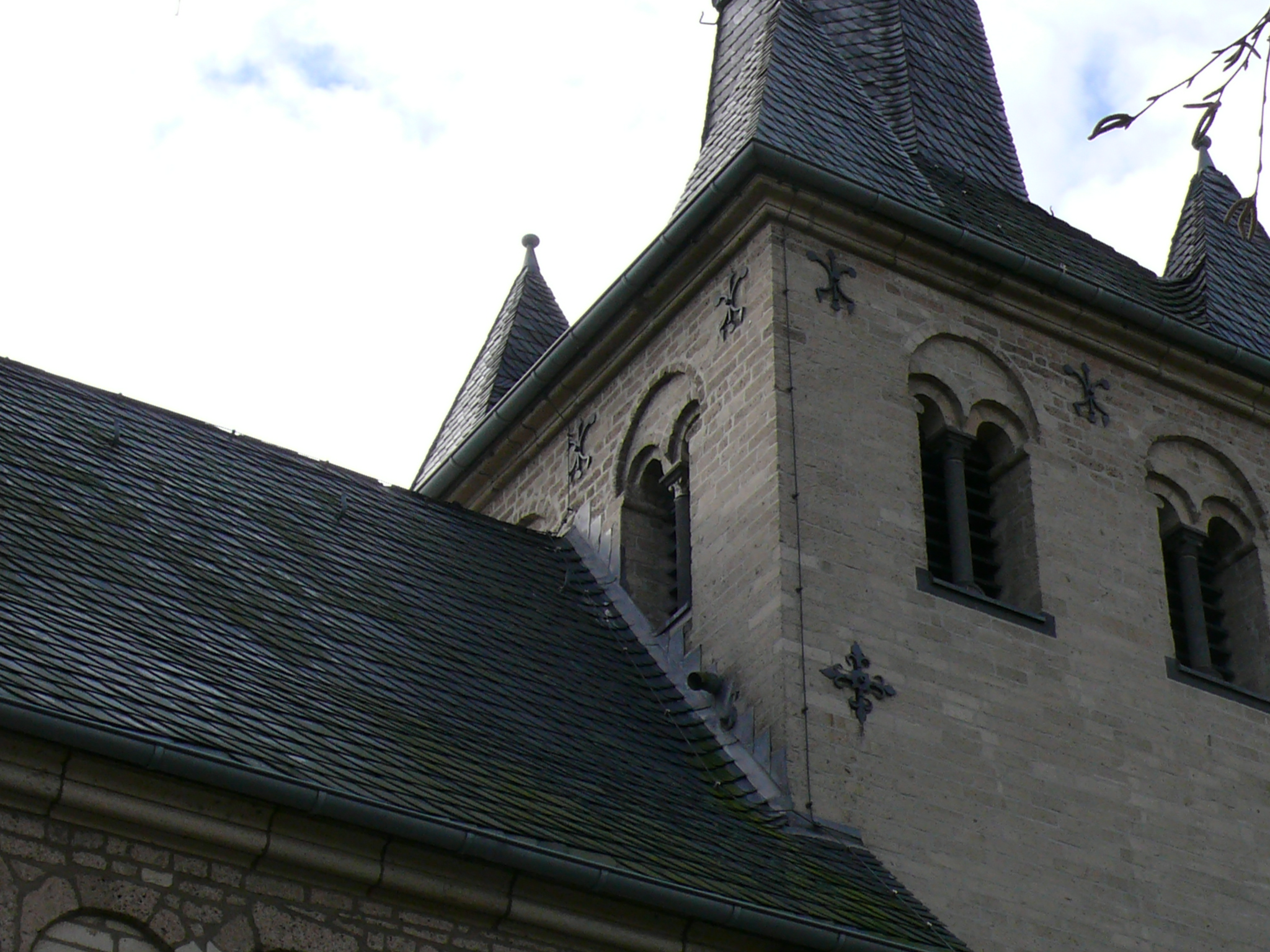
Das Kirchendach Sankt Briktius Oekoven
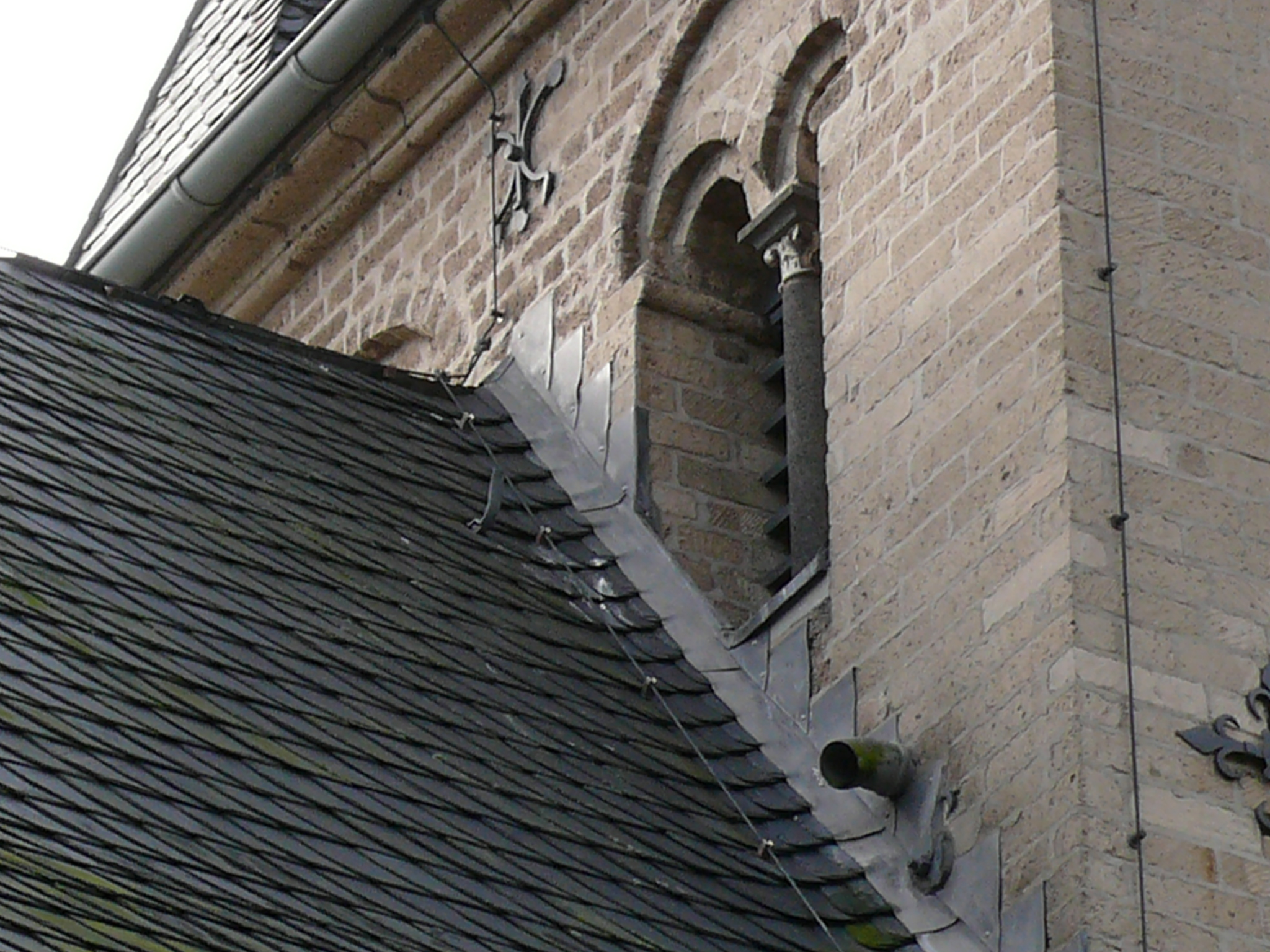
Nachträgliche Anpassung der Neigung des Kirchendaches
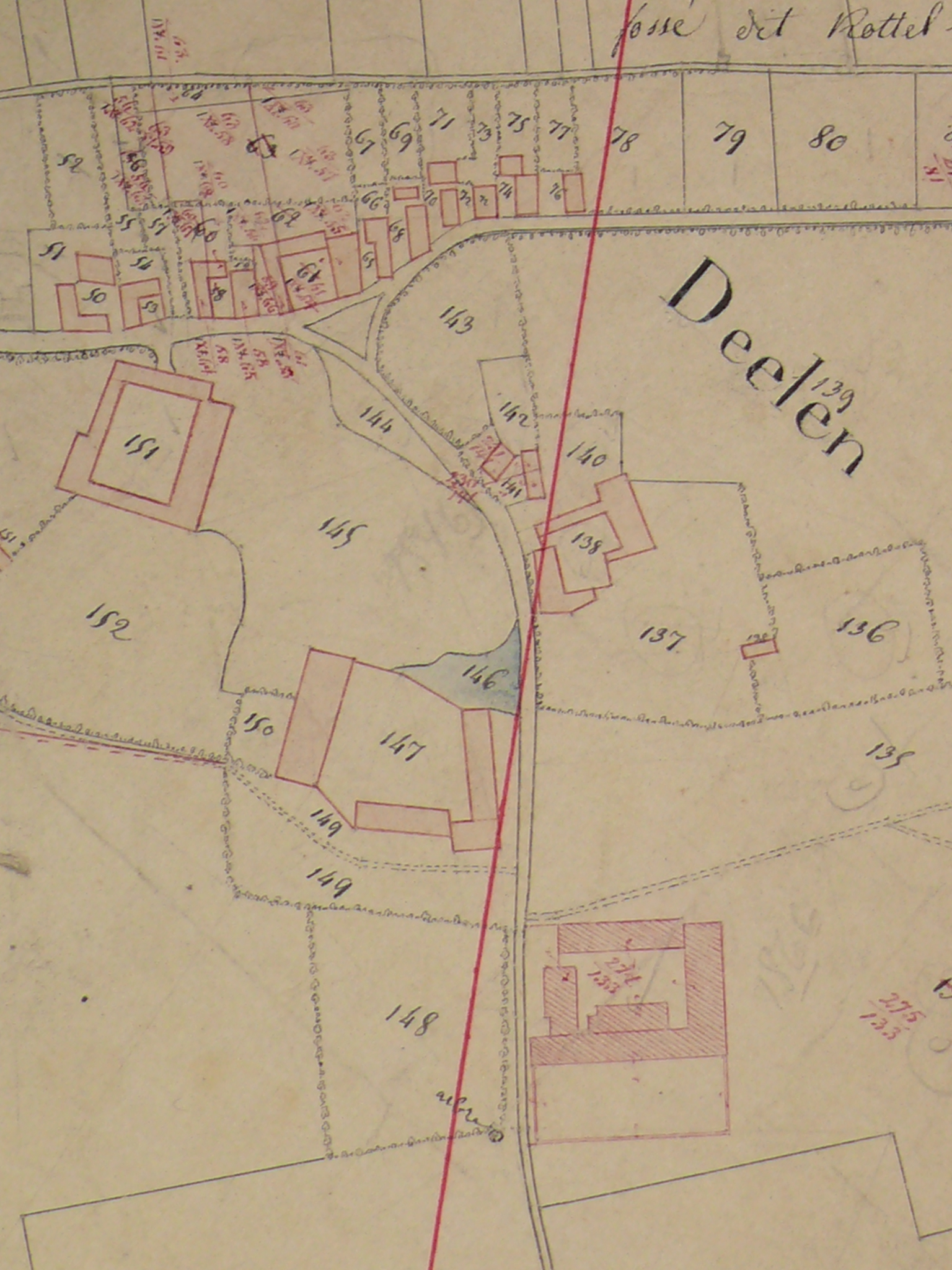
Katasterkarte vom 31. Mai 1810 mit Bearbeitungshinweisen aus dem Jahr 1867

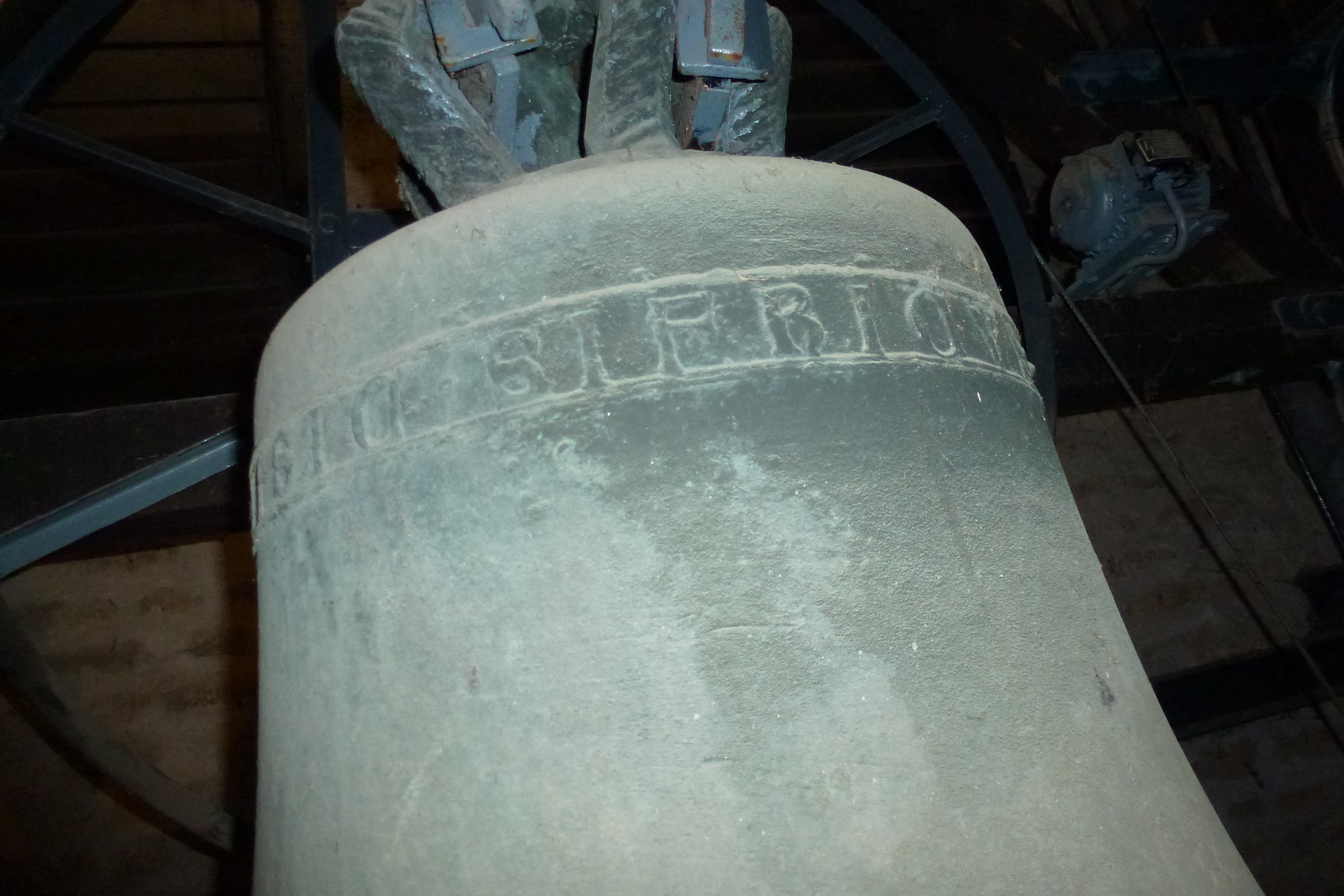

## Einzelnachweise

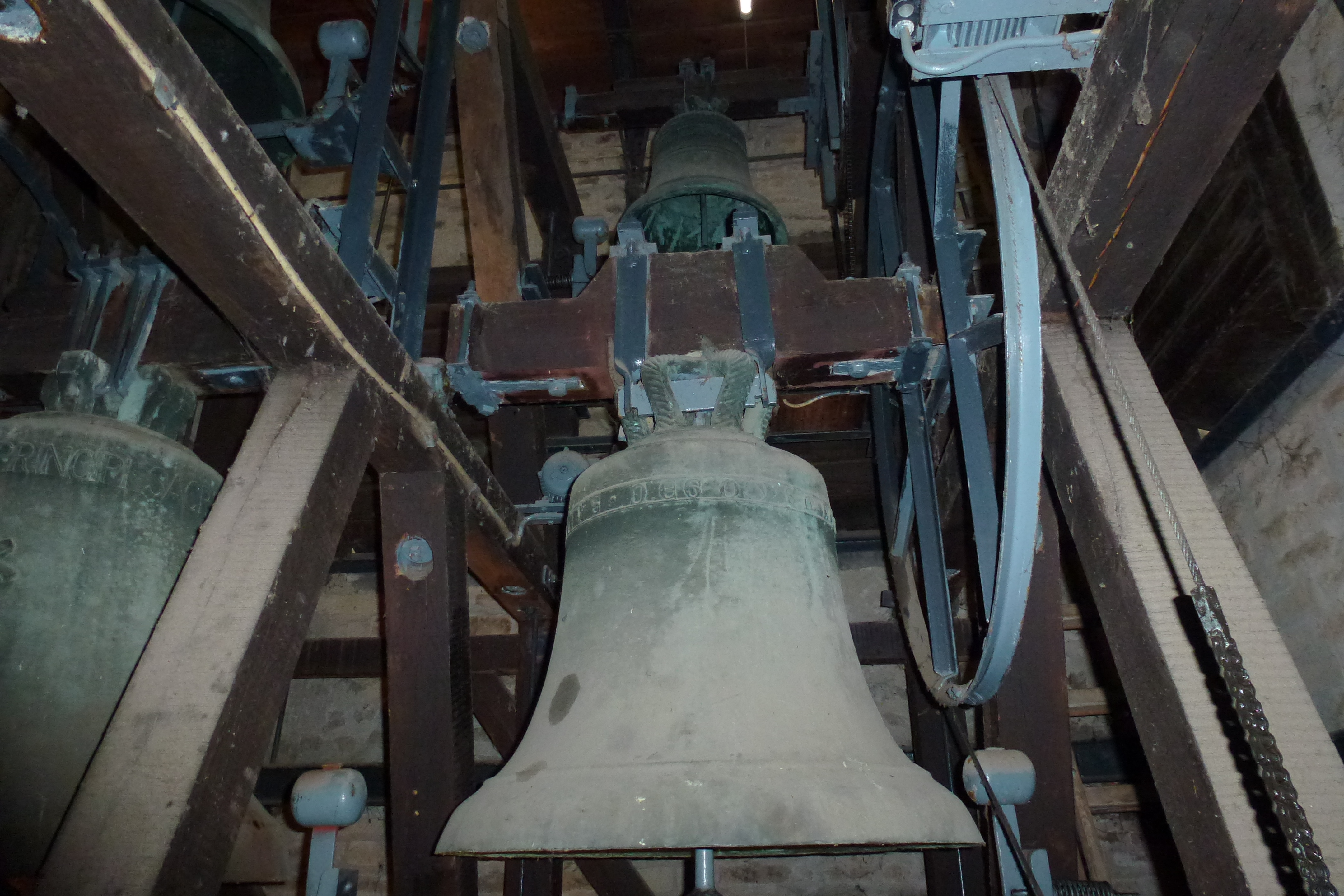